# عادل الجبير
عادل بن أحمد بن محمد بن عثمان الجُبير المطرفي الهذلي. (1 فبراير 1962 / 26 شعبان 1381هـ) هو سياسي ودبلوماسي سعودي وهو خامس وزير للخارجية السعودية ابتداءً من 29 أبريل 2015 / 10 رجب 1436 هـ حتى 27 ديسمبر 2018، ووزير الدولة للشؤون الخارجية  وعضو في مجلس الوزراء ابتداءً من 2018، ومبعوث المملكة لشؤون المناخ منذ 29 مايو 2022.
وفي أولى سنوات انخراطه في العملية السياسية، تقلد عادل الجبير العديد من المناصب السياسية والحكومية؛ حيث كان مساعدًا في سفارة المملكة العربية السعودية في واشنطن العاصمة، ثم ناطقًا بلسان سفارة المملكة العربية السعودية في واشنطن العاصمة، ثم عضوًا في الوفد السعودي في الأمم المتحدة، ثم رئيسًا لإدارة المكتب الإعلامي في سفارة المملكة العربية السعودية في واشنطن العاصمة، ومستشارًا خاصًا لشؤون السياسة الخارجية في ديوان ولي العهد آنذاك الأمير عبد الله بن عبد العزيز آل سعود في آن واحد، ثم مستشارًا في الديوان الملكي السعودي، ثم سفيرًا للمملكة العربية السعودية في الولايات المتحدة وذلك في الفترة من 29 يناير 2007 / 11 محرم 1428 هـ إلى 21 أكتوبر 2015 / 8 محرم 1437 هـ، ثم أصبح وزيرًا للخارجية السعودية.
ولد عادل الجبير في مدينة المجمعة الواقعة شمال الرياض عاصمة المملكة العربية السعودية. لعائلة محافظة ومرموقة في المجتمع السعودي، فوالده هو الشيخ أحمد بن محمد عثمان الجبير، الذي كان يعمل ملحقًا ثقافيًا في السفارة السعودية في ألمانيا، ولبنان، واليمن. وعمه محمد بن إبراهيم بن جبير الذي كان رئيسًا لديوان المظالم، ووزيرًا للعدل، ورئيسًا لمجلس الشورى، وعضوًا في هيئة كبار العلماء. وعمه الآخر فهد بن محمد الجبير، الذي تقلد العديد من المناصب الحكومة وأبرزها أمينًا للمنطقة الشرقية. وأخوه نايل الجبير الذي يعمل مستشارًا إعلاميًا للسفارة السعودية بواشنطن. وأخته نوال الجبير التي تعمل بمنصب أستاذ مساعد بجامعة الأميرة نورة بنت عبد الرحمن.
تلقى عادل الجبير تعليمه الأساسي في كل من ألمانيا، ولبنان، واليمن، حينما كان والده يعمل بتلك الدول ملحقًا ثقافيًا. حصل على درجة البكالوريوس من جامعة شمال تكساس بالولايات المتحدة في الاقتصاد والعلوم السياسية عام 1982، ودرجة الماجستير في العلوم السياسية والعلاقات الدولية من جامعة جورج تاون في واشنطن عام 1984. ولقد ساعده كثرة التنقل من دولة إلى أخرى أثناء إقامته ودراسته على إتقان لغات تلك الدول، مثل: الإنجليزية، والألمانية، والفرنسية والاستفادة من ثقافة الدول التي زارها أو عاش فيها.

## نشأته وتعليمه
ولد عادل الجبير في تاريخ 1 فبراير 1962، لأسرة من أسر مدينة المجمعة التابعة لمنطقة الرياض بالمملكة العربية السعودية، وتلقى عادل الجبير تعليمه الأساسي في ألمانيا واليمن، ولبنان. وخاصة في ألمانيا حيث كان برفقة والده الأستاذ أحمد محمد الجبير حينما كان يعمل في الملحقية الثقافية في السفارة السعودية بألمانيا، ووالده حاليًا يقيم في العاصمة الرياض بعد أن تقاعد، عم عادل جبير فهو الشيخ محمد بن إبراهيم بن جبير الذي شغل مناصب وزارية مختلفة، منها منصب رئيس ديوان المظالم، ووزير العدل، ورئيس مجلس الشورى. له عدة أخوة وأخوات منهم من يقيم في العاصمة السعودية الرياض وهم: المهندس سامي الجبير، والأستاذ خالد الجبير، وبقية أخوته ووالدته يقيمون في الولايات المتحدة الأمريكية إقامة شبه دائمة وهم مازن، ونايل، وماهر، وبقية أفراد العائلة.
تلقى عادل أحمد الجبير تعليمه الأساسي بألمانيا حيث كان يقيم برفقة والده الذي كان يعمل في الملحقية الثقافية السعودية، وقد حصل عادل الجبير على درجة البكالوريوس من جامعة شمال تكساس في مجال الاقتصاد والعلوم السياسية عام 1982، كما نال عادل الجبير درجة الماجستير في العلوم السياسية، والعلاقات الدولية من جامعة جورج تاون في العاصمة الأمريكية واشنطن عام 1984. منحت جامعة شمال تكساس عادل الجبير وساماً مع آخرين تخرجوا فيها لأنهم «حققوا إنجازات مميزة في مجال تخصصهم، وساهموا مساهمات كبيرة لمجتمعاتهم، وبالتالي زادوا أسهم الجامعة»، بالإضافة إلى ذلك، منحته الجامعة دكتوراه فخرية.

## قبل منصب السفير
في عام 1986، وظفه السفير السابق للسعودية في أمريكا الأمير بندر بن سلطان مساعدًا له لشؤون الكونغرس وفي الدائرة الإعلامية التابعة للسفارة السعودية. وفي عام 1990، ظهر للعالم بوصفه الناطق بلسان السفارة السعودية في أمريكا حتى صيف عام 1994، حينها انضم إلى الوفد الدائم للمملكة العربية السعودية لدى جمعية الأمم المتحدة. وفي عام 1991، وخلال حرب تحرير الكويت، التي تعرف باسم حرب الخليج الثانية، ظهر الجبير للعالم كمتحدث باسم المملكة العربية السعودية، وفي الفترة نفسها، أصبح عضوًا في الفريق السعودي الذي عمل على تأسيس مكتب المعلومات المشتركة في الظهران، وذلك خلال عاصفة الصحراء.
لاحقًا عمل عضوًا في البعثة السعودية للجمعية العامة للأمم المتحدة. وكان بين عامي 1994، و1995 زميلًا دبلوماسيًا زائرًا في مجلس العلاقات الخارجية بنيويورك، وفي عام 1999، عاد إلى السفارة السعودية في واشنطن للإشراف على إدارة المكتب الإعلامي في السفارة، وفي عام 2000، عين مستشارًا خاصًا لشؤون السياسة الخارجية في ديوان الأمير عبد الله بن عبد العزيز، ولي العهد آنذاك. ثم عُين مستشارًا في الديوان الملكي السعودي إلى أن أُصدر قرار عام 2005، بتعيينه مستشارًا في الديوان الملكي بمرتبة وزير. وكان له دور فعال في إنشاء الحوار الاستراتيجي الأمريكي السعودي والمحافظة عليه، والتي بدأها الملك عبد الله، والرئيس بوش باعتباره وسيلة لإضفاء الطابع المؤسسي للعلاقات بين البلدين وتعميق التنسيق بشأن القضايا الاستراتيجية والسياسية والاقتصادية.
كان الجبير عضوًا في الوفد الخليجي إلى مؤتمر السلام في مدريد في العام 1991، وعضوًا في الوفد السعودي المشارك في محادثات مراقبة الأسلحة متعددة الأطراف في واشنطن في العام 1992، قبل أن يلتحق في العام نفسه بالقوات السعودية الخاصة في الصومال التي شكلت جزءًا من عملية إعادة الأمل.
كتبت عنه صحيفة جيروزاليم بوست بأنه هو الذي أقنع ولي العهد آنذاك عبد الله عبد العزيز، بتوجيه دعوة لتوماس فريدمان وإفراده بلقاء خاص. حين تم إطلاق المبادرة العربية للسلام، ويصف إبراهام فوكسمان رئيس رابطة مكافحة التشهير بأن الجبير، «يفهم أميركا، ودائماً ما يخبرك بما تريد أن تسمع.» وكتبت صحيفة واشنطن بوست بأن الجبير يحاول أن يقدم وجهاً ناعماً للقيادة السعودية، ويستعمل في ذلك عبارات قريبة من العقل الأميركي، فمرة يصف نفسه بالممثل كوجاك، وأخرى بمايكل جوردن لاعب كرة السلة. لأنه «محامٍ جيد ويجيد اللهجة الأميركية بطلاقة، كما يتفنن في تطعيم كلامه بعبارات قريبة من الأميركي العادي، ومقارنات يحبها المثقف.»

### أحداث 11 سبتمبر وما بعدها
بعد أحداث 11 سبتمبر، عاد عادل الجبير إلى الولايات المتحدة للرد على العديد من الأسئلة والانتقادات التي وجهت إلى المملكة العربية السعودية في ذلك الوقت، ودافع عن المملكة العربية السعودية ضد تهم الإرهاب، وقام بجهود واسعة لنفي صفة الإسلام المتطرف عن المملكة العربية السعودية. وأصبح يحتل عشرات من الساعات التليفزيونية ليقدم للأمريكيين صورة المملكة العربية السعودية الحقيقة من وجهة نظره. ويقول الجبير عن نفسه: «أصبتُ بصدمة حينها، فكيف تثبتُ للعالم أن بلادك لا تدعم الإرهاب بعدما شارك 15 سعوديًا من أصل 19 في الهجمات.» كان عادل الجبير يظهر يوميًا على وسائل الإعلام الأمريكية، ويجتمع بالصحافيين قائلًا: «وطننا تعرض للأذى بصورة غير عادلة، ونحن نؤمن بأننا تعرضنا لانتقادات لا نستحقها.» سأل وولف بلتزر، مقدم برنامج ليت اديشن في تلفزيون سي ان ان، عن صحة أخبار زيادة شعبية أسامة بن لادن، زعيم تنظيم القاعدة، في المملكة العربية السعودية. فاجاب: «لو كان أسامة بن لادن شعبيا في السعودية، لزاد عدد المنضمين له، لا نقصت، ولزادت مقدرتهم على إحداث أضرار، لا قلت.» وأضاف: «نحن ننتصر في الحرب ضد الارهاب. لكن، سيستغرق ذلك بعض الوقت.» وفي مقابلة أخرى مع تلفزيون سي إن إن أيضًا، ربط الجبير بين أسامة بن لادن وإسرائيل عندما سئل عن حملة نقد إسرائيلية ضد السعودية، فقال: «يريد بن لادن تدمير الحكومة السعودية، لذا فان الذين ينتقدون السعودية كثيرا في الولايات المتحدة واسرائيل، يشتركون في الهدف مع بن لادن، ومع بقية الارهابيين.»
وفي الوقت الذي اضطربت فيه العلاقات السعودية مع إدارة الرئيس جورج بوش على إثر هجمات أحداث 11 سبتمبر، إضافةً لعدم قيام الولايات المتحدة بالسعي نحو التعهد ببناء دولة فلسطينية على حدود 1967، كان الجبير وقتها قد فاز بشخصية الأسبوع في صحيفة التايمز الأمريكية التي علّقت على اختياره: «بسبب الدور الذي لعبه كمتحدث باسم الحكومة السعودية في وقت تواجه فيه معركة علاقات عامة لإقناع أمريكا بأنها حليف معادٍ للإرهاب، وسط سيلٍ جارف من الشكوك.» ونشر موقع السفارة السعودية في واشنطن قائمة فيها أكثر من مائتي مقابلة وتصريح للجبير في الإعلام الأميركي خلال الأربع سنوات التي سبقت تقليده منصب السفير. وصفت صحيفة واشنطن بوست الأميركية، عادل الجبير، السفير السعودي الجديد في واشنطن بأنه «واحد من أكثر المقربين في مجال السياسة الخارجية للملك عبد الله بن عبد العزيز، وظل لفترة طويلة الوجه الرئيسي للمملكة العربية السعودية في الغرب، وانه شخصية معروفة جدا في واشنطن.»
ورغم أن معظم تعليقات الإعلام الأميركي لا تتفق مع آراء الجبير، فقد أشاد الإعلام الأميركي، بمختلف اتجاهاته، بمقدرته، إذ قال وولف بلتزر، مذيع أخبار في قناة سي إن إن الليبرالية، أنه «ذكي وحصيف.» وقال بيل أورايلي، مقدم برنامج في قناة فوكس نيوز اليمينية، «انه يعرف كيف يشرح وجهة نظره.» ووجد الجبير نصيبه من الأوصاف اللاذعة مثل أنه «يبيع دهن الثعبان في واشنطن.» في إشارة إلى مهارته، ومثل «كلماته ناعمة الملمس من الخارج وخاوية من الداخل.» وقالت مجلة كويل، التي تصدرها الجمعية الصحفية الأميركية، «انه ماهر، ليس فقط في تصريحاته الصحافية، ولكن ايضا في ترتيب الاتصالات بين كبار المسؤولين السعوديين والأميركيين.» ووصفت مجلة دبلومات، التي تصدر في واشنطن وتغطي نشاطات السفارات الأجنبية فيها، الجبير بأنه «رغم انه يعيش في الجانب الآخر من الكرة الارضية، فهو يقضي جزءاً كبيراً من وقته في واشنطن، وعلى شاشات التلفزيون الأميركي.» ووصفته بأنه دبلوماسي «لطيف وراقٍ، ويعمل وقتا اضافيا ليوضح شعبه للاميركيين، ويحاول ان يقلل قلقهم منهم.» ويفعل ذلك في «هدوء ودقة وتركيز على الهدف.» وانه «مؤهل تأهيلا ممتازا ليشرح الرأي السعودي للاميركيين.»
عضو مجلس الشيوخ الأمريكي آن ذاك بوب غراهام في أكتوبر 2004، قال في لقاء تلفزيوني أن المملكة العربية السعودية تقدم معظم الدعم المالي للمقاتلين في العراق، وافغانستان، وأماكن أخرى حول العالم، وقدم مقترحًا أطلق عليه اسم قانون محاسبة السعودية، غير أنه لم يلق قبولًا بين أعضاء الكونغرس. وأصدر بوب غراهام في سبتمبر 2004، كتاباً بعنوان «شؤون استخباراتية» ينتقد في الكتاب المملكة العربية السعودية. وأكد الجبير أن ما ذهب إليه عضو مجلس الشيوخ الأمريكي آنذاك بوب غراهام، إنما هي محض افتراءات. وقال الجبير: «ان للسناتور بوب غراهام وجهة نظر مشوهة عن دور المملكة العربية السعودية في محاربة الارهاب لفترة طويلة. اصبح من القطعي بشكل متزايد انه يرفض الاعتراف بالحقيقة التي هي جلية جدا امامه.» وقال الجبير أن بوب غراهام ترأس تحقيقًا في الكونغرس بخصوص احداث 11 سبتمبر اتسم «بالمظهرية والحركات المسرحية لا الحقائق ولا الوقائع، لكن عندما اصدرت اللجنة الوطنية المكلفة التحقيق في الهجمات تقريرها ودحضت مزاعم تورط المملكة العربية السعودية لم يقم بوب غراهام بفعل شيء لتصحيح السجل ولم يعترف بالاخطاء في تحقيقاته، وبدلا من ذلك استمر قدما ونشر كتابا يعيد صياغة نفس الحجج التي تم سحب المصداقية منها في تقرير لجنة 11 سبتمبر.» واعتبر الجبير أن تصرفات بوب غراهام ليست تصرفات رجل سياسة حقيقي، وإنما «تصرفات غير مسؤولة لشخص يسعى وراء المنفعة السياسة على حساب الحقيقة.» وجدد الجبير ما تقوم به السعودية من اجراءات، إذ أنها «تحارب الارهابيين ومن يدعمونهم ويوافقون على تصرفاتهم. ان المملكة العربية السعودية قد القت القبض على المئات من المشتبه فيهم واستجوبت آلافاً آخرين وقتلت اعضاء من القاعدة وصادرت مخازن للسلاح وقامت بتنظيم مؤسساساتها الخيرية وانظمتها المالية.»
أصبح الجبير وجه المملكة العربية السعودية في الولايات المتحدة، وظهر في المئات من البرامج التلفزيونية، والعديد من المقابلات الإعلامية، وزار أكثر من 25 مدينة في جميع أنحاء الولايات المتحدة، حيث أجرى محادثات مع مجالس الشؤون العالمية، والجامعات، والمنظمات المدنية، ومؤسسات الأعمال، والمجموعات المهتمة بالأحداث الجارية بعد أحداث 11 سبتمبر، والمجموعات المهتمة بالعلاقات السعودية الأمريكية.

## سفيرًا للسعودية في الولايات المتحدة

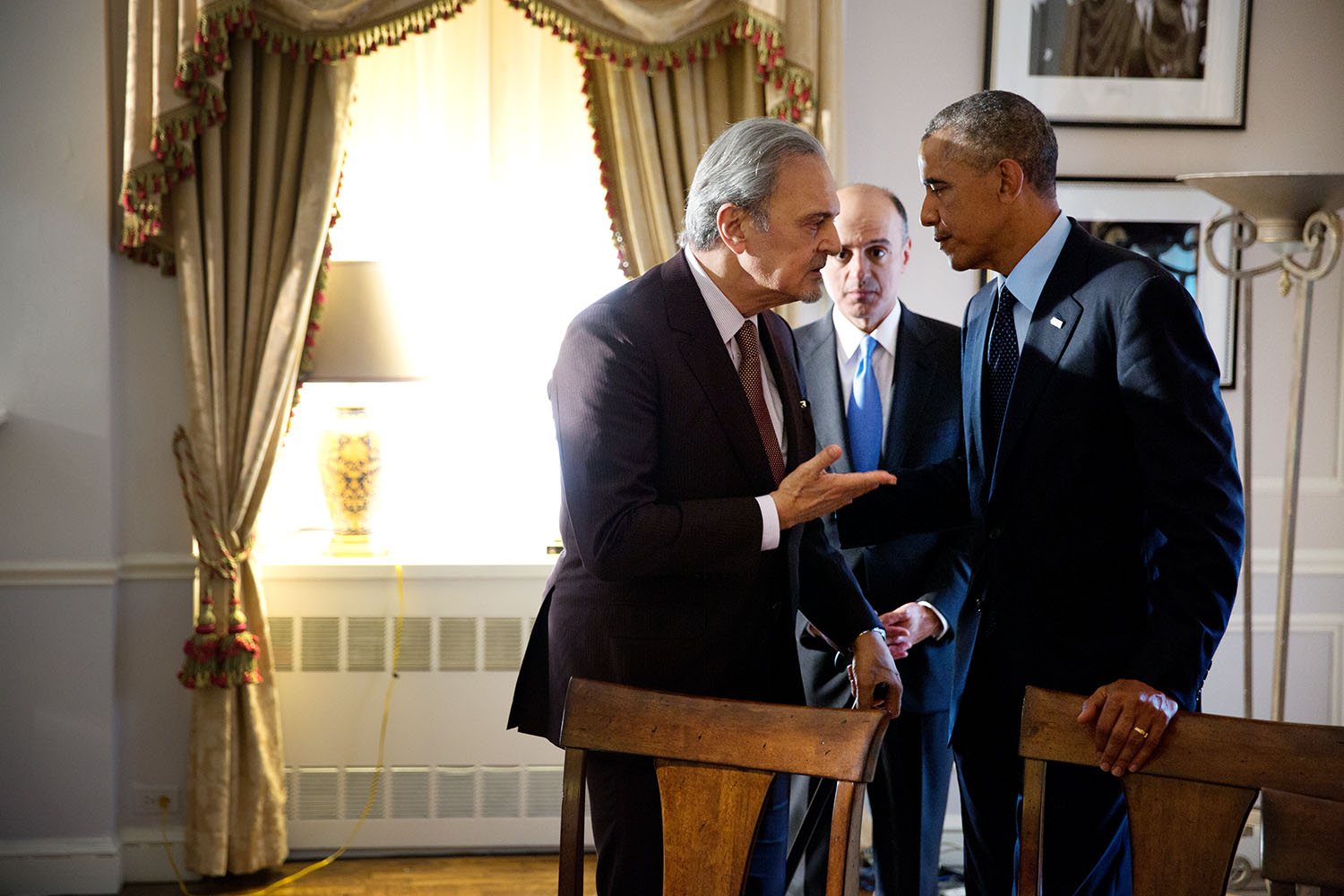
وزير الخارجية السعودي السابق سعود الفيصل مع الرئيس الأمريكي باراك أوباما سنة 2014م، ويظهر عادل الجبير الذي عُيِّن وزيراً للخارجية السعودية خلفاً له.

في 29 يناير 2007 موافق 8 محرم 1427 هـ، عين الجبير سفيرًا للمملكة العربية السعودية في الولايات المتحدة الأمريكية بمرتبة وزير. وبعد تقلد الجبير منصب السفير ركز على تعزيز العلاقات الثنائية بين البلدين. وعمل على تحسين رفاهية المواطنين السعوديين الذين يعيشون ويدرسون في الولايات المتحدة. والتركيز أيضًا على عدة من القضايا الأخرى مثل: مكافحة الإرهاب والسلام الإقليمي، والأمن، والتجارة الثنائية والتبادل الثقافي، والحوار بين الأديان. كما سافر السفير عادل الجبير في كثير من الأحيان إلى المملكة العربية السعودية لإجراء مشاورات مع الملك عبد الله بن عبد العزيز آل سعود وغيره من كبار المسؤولين السعوديين. كما أنه يوجد بشكل منتظم مع الملك عبد الله في اجتماعاته مع قادة العالم، ورافق الملك عبد الله في العديد من الزيارات الرسمية إلى البلدان مثل: سلطنة عمان، والصين، الهند، باكستان، ماليزيا، ألمانيا، إيطاليا، تركيا، مصر. وحضر عدة اجتماعات مثل قمة مجموعة العشرين في لندن، والقمة العربية في الدوحة في عام 2009، وقمة مجموعة العشرين في تورونتو في عام 2010. وكان ضمن وفد الملك عبد الله في زيارته إلى الفاتيكان في نوفمبر عام 2007، حيث التقى الملك عبد الله مع البابا بنديكتوس السادس عشر، أول اجتماع بين ملك سعودي والبابا. وفي يوليو 2008، الملك عبد الله عقد مؤتمر لحوار الأديان في مدريد بإسبانيا، ويشمل المؤتمر على الديانات التالية: الإسلام، اليهودية، المسيحية، الهندوسية، البوذية، الشنتوية، والكونفوشيوسية لتعزيز القيم المشتركة بين الأديان. وفي نوفمبر 2007، كان ضمن وفد وزير الخارجية السعودي الأمير سعود الفيصل لاجتماع وزراء الخارجية العرب في القاهرة في إطار التحضير للمؤتمر أنابوليس للسلام. وكان أيضًا عضوًا في الوفد السعودي للمؤتمر أنابوليس للسلام في نوفمبر عام 2007.
أثناء عملة كسفير وقعت المملكة العربية السعودية والولايات المتحدة الأمريكية سلسلة من الاتفاقيات الثنائية في المجالات الرئيسية منها: التعاون في المجال النووي المدني، تعزيز الترتيبات الأمنية، وسياسات التأشيرة بين البلدين، والخدمات الصحة والطبية والتعاون في مجال العلوم والتكنولوجيا، وغيرها. وأنشأت الدولتان قوتين واجب للمهام المشتركة واحد لمكافحة الإرهابيين، وآخر لمكافحة تمويل الإرهاب. وتشمل قوتين الواجب على خبراء ووحدات عسكرية من الدولتين، والقيام بتبادل المعلومات في الوقت الحقيقي حول الشبكات الإرهابية.
قام عادل الجبير بالتركيز أثناء عملة كسفير على تعزيز العلاقات بين المملكة العربية السعودية والكونغرس الأمريكي، من خلال عقد اجتماعات مكثفة واجتماعات إعلامية مع أعضاء، وموظفين الكونغرس، وقام بإجراءات لتسهيل زيارات أعضاء الحكومة الأمريكية، وأعضاء والكونغرس الأمريكي للمملكة العربية السعودية. في ربيع 2007، زارت رئيس مجلس النواب نانسي بيلوسي المملكة العربية السعودية مع وفد من الكونغرس، وهي أول زيارة يقوم بها رئيس مجلس النواب. وبالإضافة إلى ذلك، زادت وتيرة الزيارات التي يقوم بها كبار المسؤولين الأمريكيين خلال فترة توليه منصب سفير، من بينهم زيارتين قام بها الرئيس بوش، وزيارات متعددة من قبل نائب الرئيس ديك تشيني، والزيارات التي قام بها الرئيس أوباما في عام 2009، و2014. وزايرات مستشارين وكالة الأمن القومي الأمريكية جيمس جونز، وتوماس دونيلون. ووزيرة الخارجية الأمريكية السابقة هيلاري كلينتون، ووزير الخارجية السابق جون كيري، وزراء الخزانة هنري بولسون، وتيموثي غيثنر، وزير الطاقة ستيفن تشو، وزراء الدفاع روبرت غيتس، ليون بانيتا، وتشاك هاغل. وقادة القيادة المركزية الأمريكية الجنرالات ديفيد بتريوس، جيمس ماتيس، ولويد أوستن الثالث، كذلك زيارة مدير مكتب التحقيقات الفيدرالي روبرت مولر. ومستشار وزارة الأمن الداخلي جون برينان، والمبعوثين الخاصين جورج ميتشل، ودنيس روس، وريتشارد هولبروك، وعدد كبير من المسؤولين الحكوميين.
أيضًا زادت في عهده زيارات المسؤولين السعوديين للولايات المتحدة، حيث زار الملك عبد الله الولايات المتحدة مرتين الأولى في نوفمبر 2008، والثانية في يوليو 2010. وبالإضافة إلى ذلك، كان هناك عدد من الزيارات التي قام بها وزير الخارجية الأمير سعود الفيصل، ووزير الدفاع سلمان بن عبد العزيز آل سعود، ووزير الداخلية الأمير محمد بن نايف، ووالأمير مقرن بن عبد العزيز، ووزير البترول والثروة المعدنية المهندس علي النعيمي، ووزير المالية إبراهيم بن عبد العزيز العساف، وومحافظ مؤسسة النقد العربي السعودي محمد الجاسر، ووزير التجارة عبد الله علي رضا، ورئيس الهيئة العامة للسياحة والآثار الأمير سلطان بن سلمان، وووزير التعليم الدكتور خالد العنقري. بالإضافة إلى الزيارات التي قام بها المسؤولون الحكوميون الآخرين، وحدثت أيضا زيارات عديدة لوفود تجارية سعودية وأمريكية بين البلدين، وكذلك زيارات أكاديمية بين البلدين، أيضًا قام رئيس الجمعية الوطنية لحقوق الإنسان في السعودية في زيارة الولايات المتحدة، أيضًا قام أعضاء مجلس الشورى بزيارة الولايات المتحدة.
في عام 2007، ترأس وفد المملكة العربية السعودية في مؤتمر الأمم المتحدة لقانون البحار. وفي عام 2009، التقى الأمين العام للأمم المتحدة بان كي مون لمناقشة الأوضاع في دارفور. وفي 29 يونيو عام 2010، حضر عادل الجبير لقاء بين الملك عبد الله والرئيس الأميركي باراك اوباما في واشنطن العاصمة واللتين عقدتا في محادثات بشأن مجموعة كبيرة من القضايا ذات الاهتمام المشترك. وفي 8 يونيو 2011، حضر لقاء في نيويورك بين الملك عبد الله ووزيرة الخارجية الامريكية هيلاري كلينتون والرئيس الأمريكي السابق بيل كلينتون، وكذلك اللقاءات بين الملك عبد الله والرئيس الفرنسي نيكولا ساركوزي والأمين العام للأمم المتحدة بان كي مون. وفي يوليو 2011، ترأس الوفد السعودي في الاجتماع الرفيع المستوى للأمم المتحدة بشأن الشباب.

### التعاون الأمني
دعى الجبير، في 30 أبريل 2010، إلى تعاون عالمي وتبادل للمعلومات؛ من أجل تحسين الجهود لمكافحة الإرهاب وتعزيز السلامة العامة. وصرح حينها: «إن المعلومات هي من أكثر الأسلحة تأثيرا في محاربة الإرهاب، وإن على الدول الملتزمة بمحاربة الإرهاب بذل المزيد من الجهود لتبادل المعلومات من أجل تحسين السلامة العامة.» وزاد: «السعودية ظلت تؤيد بانتظام تعزيز التعاون العالمي لمكافحة الإرهاب، وقد بادرت المملكة العربية السعودية في فبراير 2005 بتنظيم المؤتمر العالمي لمكافحة الإرهاب، الذي انعقد في الرياض وحضره مسؤولون وخبراء من أجهزة الأمن من أكثر من 60 دولة، وكان من التوصيات الرئيسية التي صدرت عن مؤتمر الرياض الاقتراح الذي كان أول من أوضحه خادم الحرمين الشريفين الملك عبد الله بن عبد العزيز لتأسيس مركز دولي لمكافحة الإرهاب؛ ليكون محورا لتبادل المعلومات بين الدول.»
وفي 28 اكتوبر 2010، قام أحد جواسيس الاستخبارات السعودية في اليمن بتقديم معلومات للإستخبارت السعودية حول شحنة من الطابعات المفخخة قامت بصنعها القاعدة متوجهة من اليمن إلى الولايات المتحدة. حيث تم إيصال الشحنات في 27 أكتوبر، إلى مكاتب يو بي إس، وفيديكس في صنعاء، من قبل إمرأة تنتمي للقاعدة، وقامت الاستخبارات السعودية بتقديم المعلومات لجون برينان رئيس وكالة المخابرات المركزية وتحذيره، وقامت أيضًا بإعطاء رقم تتبع الشحنات وموعد الوصول للولايات المتحدة، وألمانيا، وتم العثور على الطرود المفخخة وإبطال القنابل قبل أن تصل لوجهتها. وفي عام 2012، قدمت الإستخبارات السعودية معلومات حول شخص ينتمي للقاعدة يخفي قنابل في ملابسة الداخلية ليفجر في طائرة أمريكية وتم القبض عليه وتفكيك القنبلة.

### التعاون العسكري
العلاقات السعودية الأمريكية العسكرية كانت نشطة للغاية في عهده، ووقعت السعودية على العديد من الصفقات العسكرية وأبرزها. مشروع تطوير طائرات إف-15 إيغل التي تخدم في صفوف القوات الجوية الملكية السعودية إلى نسخة إف-15 إيغل إس أيه وشراء 84 طائرة إف-15 إيغل إس أيه في 29 ديسمبر 2011، وتبلغ قيمت الصفقة 4,29 مليار دولار. وصفقة تطوير "C4isr" التابع لدرع السلام السعودي في عام 2013 بقيمة 1.1 مليار دولار، والذي يعرف بنظام القيادة والسيطرة والاتصالات والاستخبارات والكمبيوتر والمراقبة والاستطلاع. والصفقة تعمل على تحسين قدرات القوات البحرية الملكية السعودية، وزيادة قدرات النظام بشكل فعال لحماية المناطق الاستراتيجية في المملكة العربية السعودية.
واشترت السعودية كميات ضخمة من الذخائر والقنابل والصواريخ، مثل: 15,545 صاروخ مضاد للدروع، و154 قاذف مضاد للدروع من نوع بي جي إم-71 تاو، و6,482 قنبلة تدريبية، و3,023 قنبلة من نوع بوينغ هاربون، إيه جي إم-154، إيه جي إم-84 إتش، وإس دي بي بقيمة 6.5 مليار دولار. و1,300 قنبلة عنقودية من نوع سي بي يو-105 بقيمة 640 مليون دولار، و900 قنبلة من نوع بي إل يو-109، وجي بي يو-38، وجي بي يو-31 بقيمة 123 مليون دولار.
وأضافت العديد من الطائرات إلى صفوف قواتها الجوية، مثل: 27 طائرة من نوع سي-130 جيه سوبر هركيوليز بقمية 6.7 مليار دولار. وأكثر من 111 مروحية من نوع يو إتش-60 بلاك هوك. وأكثر من 48 مروحية من نوع بوينغ إيه إتش-6. وطائرتين من نوع كينغ إير-350 المخصصة للإستطلاع، و10 طائرات كينغ إير-350 مخصصة للنقل. و106 مروحية من نوع إيه إتش-64 أباتشي.
وحصلت السعودية على أكبر طلبية من صواريخ إم آي إم-104 باتريوت للدفاع الجوي في تاريخها، وتشمل الصفقة على بيع السعودية 202 صاروخ إم آي إم-104 باتريوت باك-3 مع حاوياتها، وتشمل الصفقة أيضًا على بيع السعودية 36 مقطوره حاملة لقاذفات إم آي إم-104 باتريوت باك-3 وتبلغ قيمة الصفقة شاملة التدريب والصيانة والدعم اللوجيسي وقطع الغيار والمعدات المساندة بـ1.750 مليار دولار. وتطوير إم آي إم-104 باتريوت الذي يخدم في صفوف الدفاع الجوي الملكي السعودي إلى نسخة أحدث بقيمة 1.7 مليار دولار.

### محاولة اغتياله
في 11 أكتوبر 2011 الموافق 14 ذي القعدة 1432هـ، كشفت الجهات الأمنية الأميركية أن مخطط إيراني جهز لاستهداف عادل الجبير، الذي كان وقتها سفيرًا للمملكة العربية السعودية في واشنطن. مكتب التحقيقات الفيدرالي أطلق على العملية الإرهابية «التحالف الأحمر»، وكانت تستهدف مطعمًا سيتواجد فيه الجبير، وكان المخطط أيضًا الاتجاه بعد ذلك إلى السفارة السعودية لتفجيرها. تم القبض على المتهمان الرئيسيان وهما غلام شكوري، ومنصور أربابسيار. وأعلن مكتب التحقيقات الفيدرالي الأميركي أن المخطط كان بالتنسيق مع عصابات مخدرات مكسيكية طلب منها الإيرانيون إضافة الجبير على قائمة الاغتيالات، وتم اللقاء بين العصابة وبين ضابط فيلق القدس الإيراني غلام شكوري. اعترف منصور أربابسيار أمام القاضي في المحكمة الإتحادية في نيويورك بإنه: «تآمر مع مسؤولين في الجيش الإيراني مقرهم طهران لاغتيال السفير السعودي، وسافر إلى المكسيك عدة مرات للترتيب لاستئجار قاتل من إحدى عصابات المخدرات لقتل السفير، لكنه لم يكن يعرف أن القاتل المستأجر هو في الحقيقة مخبر تابع لقسم مكافحة المخدرات كان يتخفى على أنه جزء من عصابة مخدرات مكسيكية، ووافق على دفع 1.5 مليون دولار له وناقش معه خطة قتل الجبير.»
وصرح وزير الدفاع الأميركي جيمس ماتيس، في مقابلة تلفزيونية لسي بي إس نيوز بأن إيران سعت في السابق لاغتيال عادل الجبير، وكشف ماتيس أنه يملك وثائق وإثباتات من وكالة الاستخبارات الأمريكية تؤكد أن اغتيال الجبير كان مخططًا له ولم يكن حادثًا عشوائيًا. وأضاف «عملية الاغتيال كانت موقعة من أعلى المستويات في الحكومة الإيرانية».

## وزير الخارجية

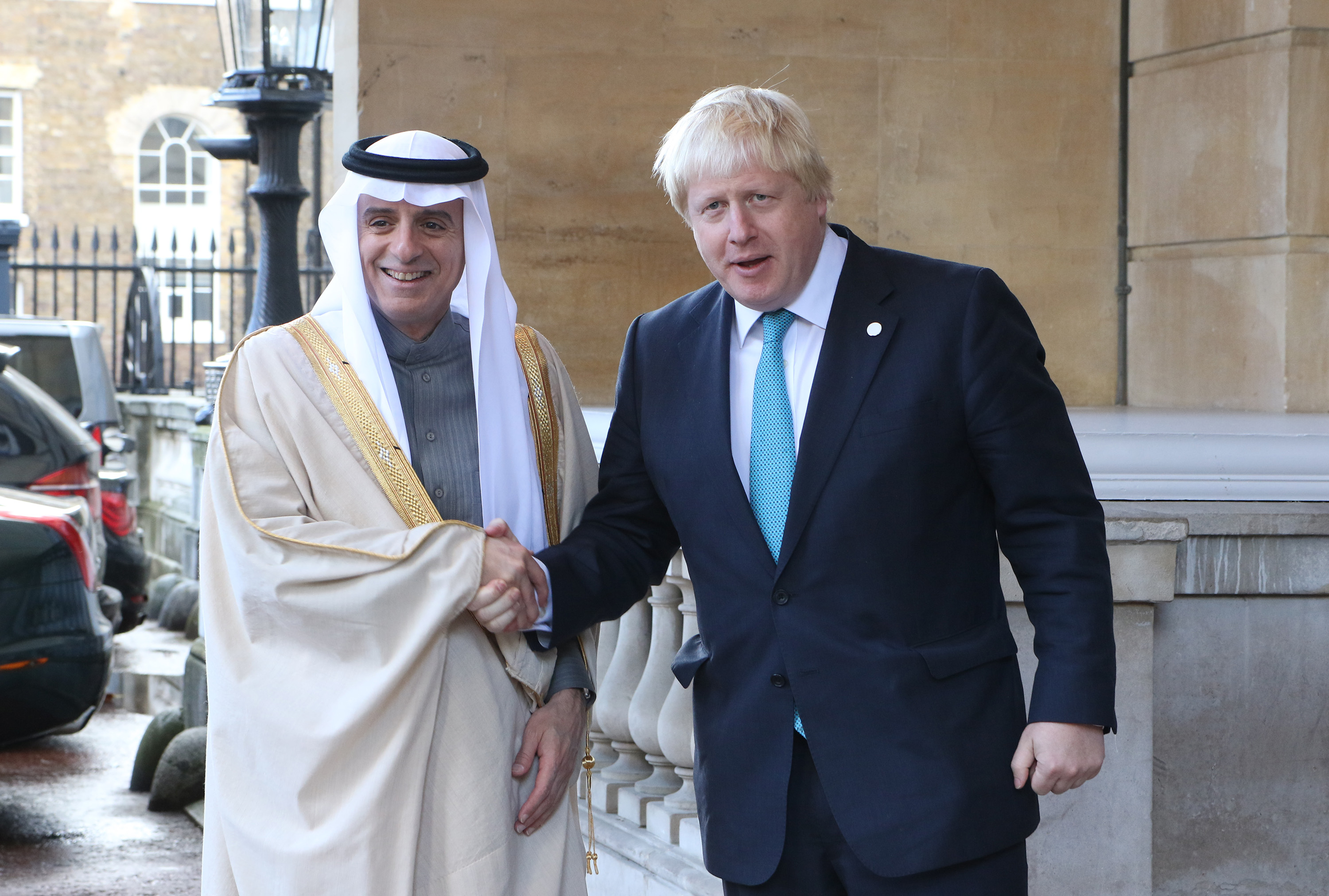
عادل الجبير ووزير الخارجية البريطاني بوريس جونسون، في مؤتمر لندن حول الأزمة السورية في 16 أكتوبر 2016.

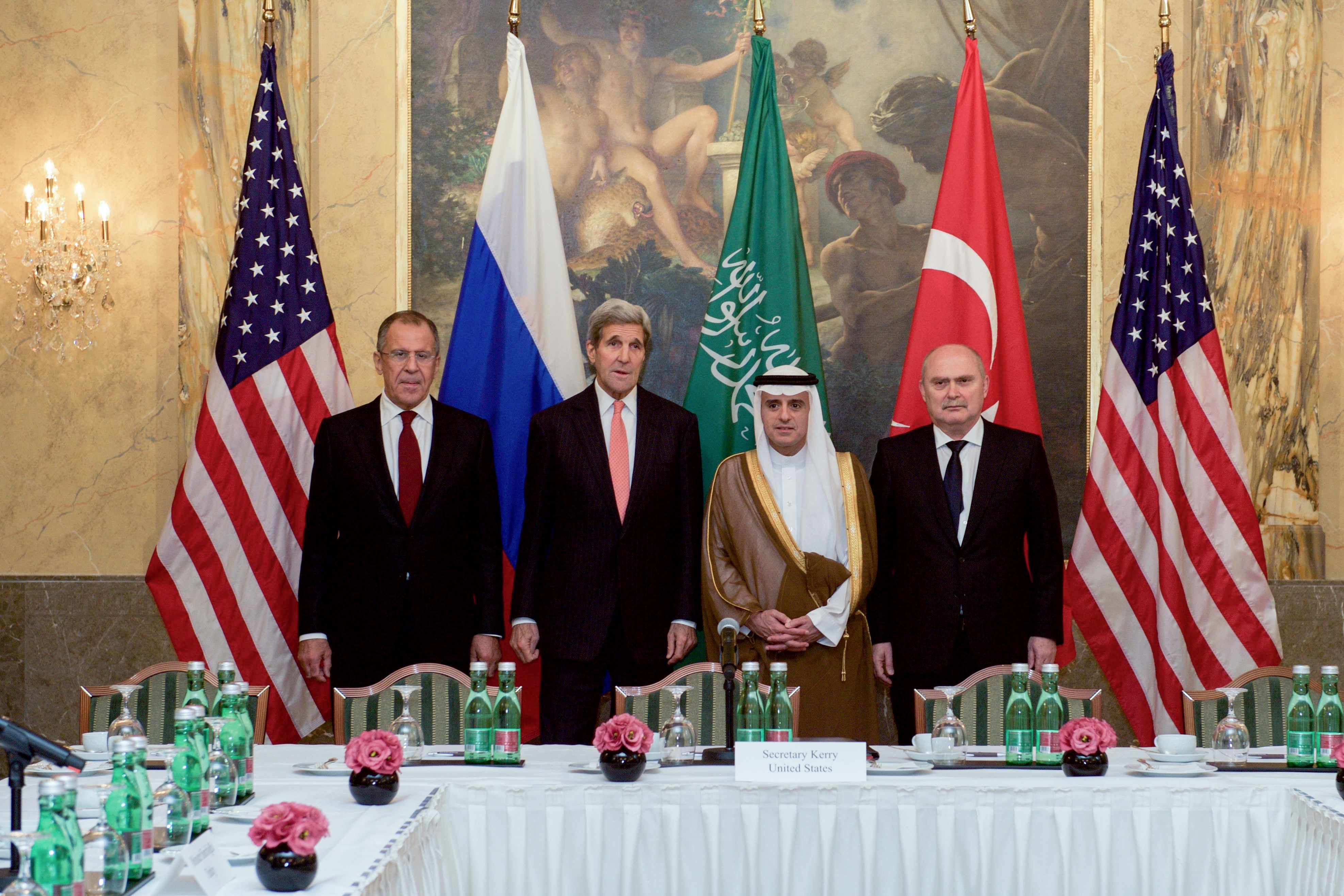
عادل الجبير، ووزير الخارجية التركي فريدون سنيرلي أوغلو، ووزير الخارجية الروسي سيرغي لافروف، ووزير الخارجية الأمريكي جون كيري، في العاصمة النمساوية فيينا لمناقشة الحرب الأهلية السورية.

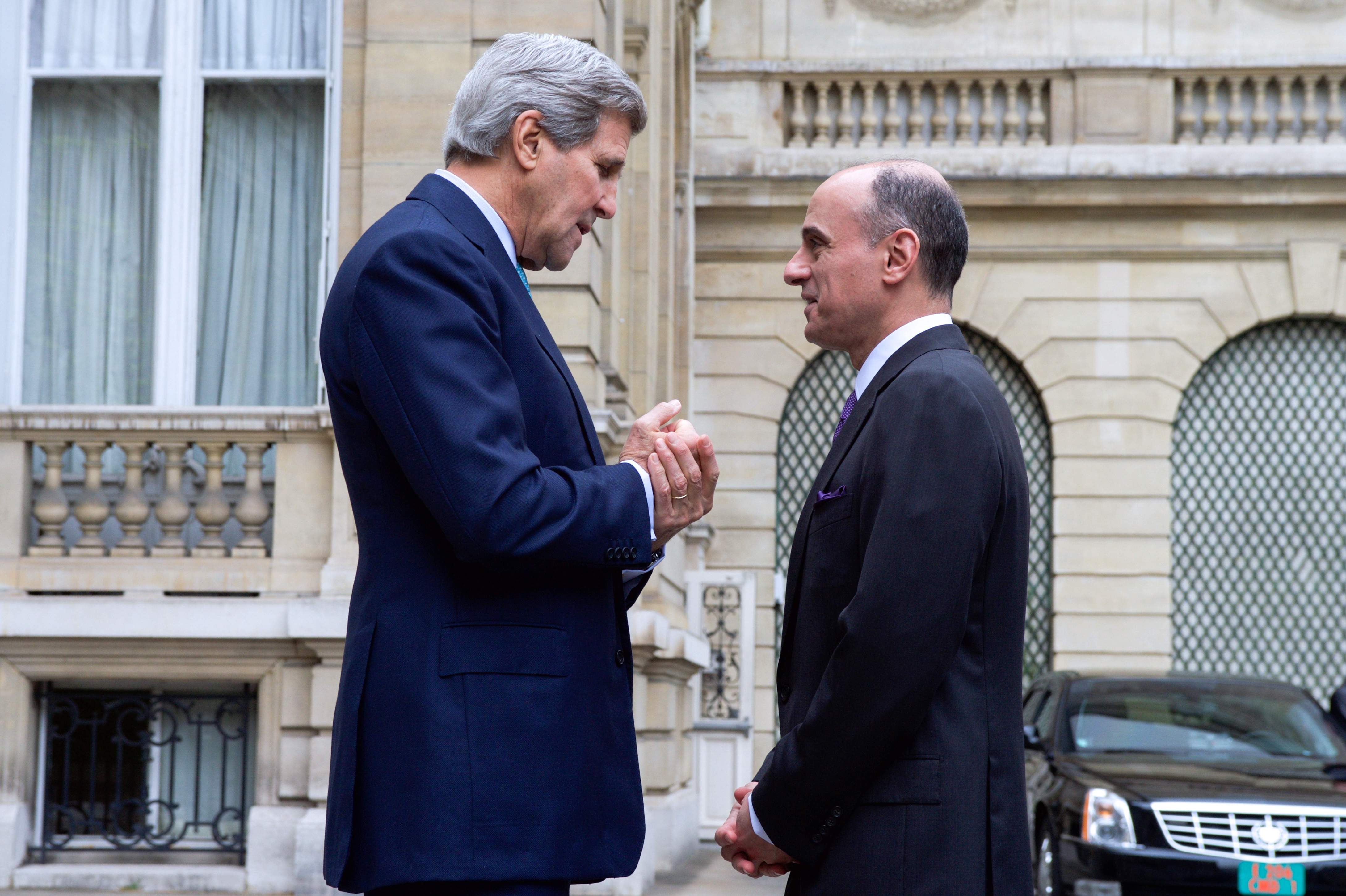
عادل الجبير مع جون كيري في العاصمة الفرنسية باريس سنة 2015

تم تعيين عادل الجبير وزيرًا للخارجية في عهد الملك سلمان بن عبد العزيز خلفا للأمير سعود الفيصل بن عبد العزيز آل سعود بموجب الأمر الملكي رقم أ / 163 وذلك في العاشر من رجب لعام 1436 هـ الموافق 29 أبريل 2015. وكان حينها في بداية الخمسينات من عمره.
نص قرار التعيين:
بعون الله تعالي نحن سلمان بن عبد العزيز آل سعود ملك المملكة العربية السعودية بعد الاطلاع على النظام الأساسي للحكم الصادر بالأمر الملكي رقم (أ / 90) بتاريخ 27 / 8 / 1412 هـ. وبعد الاطلاع على نظام مجلس الوزراء الصادر بالأمر الملكي رقم (أ / 13) بتاريخ 3 / 3 / 1414هـ. وبعد الاطلاع على الأمر الملكي رقم (أ / 68) بتاريخ 9 / 4 / 1436هـ. وبعد الاطلاع على ما رفعه لنا صاحب السمو الملكي الأمير/ سعود الفيصل بن عبد العزيز آل سعود وزير الخارجية عن طلبه إعفاءه من منصبه لظروفه الصحية. أمرنا بما هو آت:
أولاً: الموافقة على طلب صاحب السمو الملكي الأمير سعود الفيصل بن عبد العزيز آل سعود وزير الخارجية إعفائه من منصبه لظروفه الصحية. ثانياً: يبلغ أمرنا هذا للجهات المختصة لاعتماده وتنفيذه.
وبعد الاطلاع على النظام الأساسي للحكم الصادر بالأمر الملكي رقم (أ / 90) بتاريخ 27 / 8 / 1412هـ. وبعد الاطلاع على نظام مجلس الوزراء الصادر بالأمر الملكي رقم (أ / 13) بتاريخ 3 / 3 / 1414هـ. وبعد الاطلاع على الأمر الملكي رقم (أ / 68) بتاريخ 9 / 4 / 1436هـ .وبعد الاطلاع على الأمر الملكي رقم (أ / 161) بتاريخ 10 / 7 / 1436هـ. أمرنا بما هو آت :
أولاً : يعين معالي الأستاذ / عادل بن أحمد الجبير وزيراً للخارجية. ثانياً : يبلغ أمرنا هذا للجهات المختصة لاعتماده وتنفيذه .

### الحرب الأهلية اليمنية
منذ الساعات الأولى لإطلاق حملة الضربات الجوية على اليمن في 26 مارس 2015، بقيادة السعودية، سلطت الأضواء على عادل الجبير الذي احتل شاشات التلفزيون لشرح تفاصيل هذه الحملة ومبرراتها. وأجرى سلسلة من الحوارات في البرامج التلفزيونية الأمريكية، والبريطانية، شارحًا السياسة السعودية وملامحها والرد على الانتقادات التي توجه للسعودية. وأعلن الجبير، أن إنهاء التدخل العسكري في اليمن يتوقف على الحوثيين وحليفهم الرئيس السابق علي عبد الله صالح، وأن المملكة العربية السعودية أردات أن يكون خيار إنهاء الأزمة اليمنية من خلال عملية سياسية، ولكن طريق الحرب كانت خيار الرئيس اليمني السابق علي عبد الله صالح والحوثيين.
وأكد الجبير في اجتماع وزراء الخارجية ورؤساء هيئات الأركان في الدول أعضاء التحالف لدعم الشرعية في اليمن، أن تجاوزات الحوثيين والموالين للرئيس السابق علي عبد الله صالح واستهدافهم أمن دول الخليج العربي، هي التي فرضت الخيار العسكري، وأوضح أنه لم يكن لهذه الميليشيات أن تستمر «لولا دعم الراعي الأكبر للإرهاب في العالم وهو النظام الإيراني، الذي أراد تغيير وجه اليمن.» وقال الجبير: «علينا أن نتذكر حرب ميليشيات الحوثي وعلي عبد الله صالح على استقرار اليمن واختطافهم له وما فعلوه من جرائم بحق الشعب اليمني الشقيق، وتعدي هذه الميليشيات على أمن جيران اليمن، خصوصاً المملكة العربية السعودية والإمارات، وتهديدهم المتواصل أمن المنطقة، وإن هذه التصرفات اختطفت إرادة الشعب وفرضت الخيار العسكري، بعد تجاوزات مستمرة وتعديات لم تتوقف.» وأضاف: «حرمت هذ الميليشيات أكثر من 4 ملايين ونصف مليون طفل يمني من التعليم، وجنّدت أكثر من ألف طفل في صفوفها، واستهدفت المدن والمدنيين ودمرت المنازل، وزرعت الألغام الأرضية، ما تسبب في خسائر بشرية مؤلمة، وتطاول ميليشيات الحوثي وعلي عبد الله صالح باستهداف المسجد الحرام بمكة المكرمة بالصواريخ فيه استفزاز لمشاعر المسلمين في كل مكان.» وقال إن «ميليشيات الحوثي وعلي عبد الله صالح منعت المستشفيات من علاج المرضى، وتسببت من خلال ممارستها غير الإنسانية في تعرض المعتقلين لديهم بالأمراض الفتّاكة، وهاجمت أكثر من 65 سفينة و124 قافلة وأكثر من 600 شاحنة مساعدات. وأمام هذه الحقائق والجرائم والخروق، فإن تحالفنا يزداد إصراراً على إنقاذ اليمن وتجفيف منابع الشر والإرهاب.» وندّد الجبير بالدعم الإيراني للحوثيين، وقال إن «النظام الإيراني أراد تغيير وجه اليمن، وإيران تهرّب السلاح للحوثي وعلي عبد الله صالح، في خرق فاضح للقرارات الدولية، كما تهدم كل مساعي الحل في اليمن، وأدّت إلى فشل كل المفاوضات السياسية بين الحكومة الشرعية وهذه الميليشيات.» وشدّد على أن المملكة العربية السعودية «تتعامل بجدية مع تحديات الحفاظ على أمن المنطقة واستقرارها. وفي إطار الحلول للأزمة اليمنية، دعمنا المساعي الدولية التي يقودها مبعوث الأمين العام.» وطالب إلى ضرورة أن يكون الحل «وفق قرار مجلس الأمن 2216 والمبادرة الخليجية ومخرجات الحوار اليمني، وسنساند الشعب اليمني، كما كنا دوماً، وننظر بأمل إلى مرحلة إعادة الإعمار في اليمن ليعيش شعبه آمناً ويعمل من أجل تنمية بلاده، وأن نضمن لأطفال اليمن وشبابه حياة مليئة بالأمن والسلام.»
أعلن الجبير، خلال مشاركته في أعمال منتدى روما للحوار المتوسطي، إن «اليمنيين كانوا على السكة السياسية الصحيحة قبل الانقلاب.» وأعتبر أن الحوثيين استولوا على الدولة اليمنية بصورة غير شرعية ووضعوا الرئيس بإقامة جبرية. وقال أن: «للحوثيين الحق بالمشاركة في العملية السياسية وليس السيطرة على الدولة، نحن بحاجة لإقناع الحوثيين بالالتزام بالقانون والتطلع إلى صالح اليمنيين.» وأشار الجبير إلى أن الحكومة السعودية تعمل «مع الأمم المتحدة على إيصال المساعدات والمعونات عبر المنافذ اليمنية.»

#### انتقاد العمليات العسكرية في اليمن
تعرضت العمليات العسكرية في اليمن التي تقودها المملكة العربية السعودية لانتقادات شديدة من قبل الولايات المتحدة وبريطانيا ودول أوروبية أخرى.
وقالت صحيفة ديلي تلغراف، إن عادل الجبير تحدث إليها حصريًا معتبرًا أن من مصلحة بريطانيا استمرار دعمها للمملكة العربية السعودية في معركتها لمنع سقوط اليمن في قبضة المتمردين الحوثيين المدعومين من إيران. وأشار إلى أن اليمن دولة اُختطفت على يد المتمردين الحوثيين المدعومين من إيران الذين يحاولون الإطاحة بالحكومة الشرعية. وأضاف، أنه من مصلحة بريطانيا أن تساعد في عودة الحكومة المنتخبة ديمقراطيًا ومنع تحول اليمن إلى ملاذ آمن للمجموعات الإرهابية. ونفى الجبير، الادعاءات من قبل منظمات حقوق الإنسان بأن القوات الجوية الملكية السعودية تستهدف عمدًا منشآت مدنية كالمستشفيات والمدارس. وأشار إلى أن المتمردين الحوثيين المدعومين من إيران يستخدمون المنشآت المدنية والمدارس والمستشفيات كمراكز عسكرية لشن الهجمات ضد التحالف بقيادة المملكة العربية السعودية. وأكد، أن المملكة العربية السعودية تقاتل في حرب مشروعة فهي لم تبدأها وإنما بدأها الحوثيون المدعومون من إيران، مضيفًا أن كثيرا من الادعاءات بشأن سقوط ضحايا مدنيين غير دقيقة. وتابع، أن كثيرًا من المدارس والمستشفيات التي قصفت لم تعد تستخدم كمدارس ومستشفيات وإنما كمراكز عسكرية من قبل الحوثيين.
وتعرضت المملكة العربية السعوديةلانتقادات شديدة أكثر من السابق بعد ضربة جوية استهدفت مجلس عزاء في العاصمة اليمنية صنعاء، مما أسفر عن مقتل 140 شخصًا وفقا لتقديرات الأمم المتحدة. وقال الجبير إن المملكة العربية السعودية تحرص بشدة على الالتزام بالقانون الإنساني في الصراع اليمني. وأضاف أن المسؤولين عن قصف مجلس العزاء سيُعاقبون وسيتم تعويض الضحايا.

### إيران
تراجعت العلاقات بين إيران والسعودية إلى أدنى مستوياتها منذ سنوات ويتبادل البلدان الاتهامات بتقويض الأمن الإقليمي. وزادت سوءًا بعد قطع العلاقات الدبلوماسية. وأعلن وزير الخارجية السعودي عادل الجبير، أنه إذا أبدت إيران حسن النية وأوقفت تدخلاتها في الدول العربية وخاصة في البحرين، واليمن، وسوريا، والعراق، فالسعودية ليس لديها مانع من علاقة جيدة مع إيران، لكن أهم شيء هو أن توقف إيران هذه الممارسات وعملية تأجيج الصراع الطائفي وتحريض الآخرين. ورد عادل الجبير على وزير الخارجية الإيراني جواد ظريف إن حديث إيران عن تقارب محتمل مع المملكة العربية السعودية «أمر مضحك»، وذلك بعد تقارير عن زيارات دبلوماسية بين البلدين. وأكد عادل الجبير للصحافيين في لندن أنه يتعين على إيران تغيير سياساتها إذا أرادت تقاربًا. وأضاف أنه إذا كانت إيران تريد علاقات طيبة مع السعودية فإن «عليها تغيير سياساتها واحترام القانون الدولي». وأضاف أن المملكة في الوقت الحالي لا ترى أن إيران جادة في رغبتها في حسن الجوار. ورد الجبير على الإدعاءات التي تتحدث عن اتصالات سعودية إيرانية لإعادة العلاقات بين البلدين أثناء ترتيبات الحج، بأن الاتصالات الدبلوماسية مع إيران لإتمام ترتيبات الحج لا تمثل تطبيعًا للعلاقات ولا علاقة لها بالسياسة. وقال إنه حين يتعلق الأمر بالحج فإن السعودية لا تحاول تسييسه لكن هذا لا يعني التطبيع، مشيرًا إلى أن الاجتماعات الخاصة بالحج لا علاقة لها بالسياسة وهي مسألة دينية.
وقال عادل الجبير في مؤتمر ميونخ للأمن، إن إيران هي الداعم الأكبر للإرهاب في العالم، مؤكدًا أنها والميليشيات التي تدعمها تزعزع الأمن في عديد من الدول بالشرق الأوسط. وأضاف الجبير في كلمة له أن استمرار إيران في سلوكها العدائي يعيق أي حوار معها، بل يتعين على المجتمع الدولي أن يعاقبها، مؤكدًا أن التحالفات في المنطقة غير مرتبطة بقتال إيران. وأعرب عن أمله في أن تغير طهران من سلوكها إيجابيًا حتى يمكن للمملكة العربية السعودية التعامل معها، مشيرًا إلى أنها تتكلم ولا تفعل شيئًا، و«ما نريده هو أفعال وليس أقوالاً إن كانت تريد فعلاً إيجاد حل للأزمات.».وأشار إلى أن الدستور الإيراني يدعو إلى تصدير الثورة، وينص على عزم إيران على تغيير النظام في الشرق الأوسط. وأوضح أن النظام الإيراني لا يحترم القانون الدولي ويهاجم البعثات الدبلوماسية والسفارات، وأن إيران تؤمن بأن الشيعة ينتمون إليها فقط. ولفت الجبير إلى أن الابن الأكبر لمؤسس تنظيم القاعدة أسامة بن لادن ذهب ليعيش بأمان في إيران، التي تقدم الصواريخ الباليستية للحوثيين كي يقصفوا بها الأراضي السعودية. وشدد على أن إيران جزءٌ من المشكلة وليس الحل في اليمن، قائلًا إن الحوثيين ميليشيا خارجة عن سلطة الدولة اليمنية بدعم عسكري كامل من طهران. ولفت إلى أن إيران هي الدولة الوحيدة التي لم تتعرض لاعتداء من داعش أو أي منظمة إرهابية أخرى بالمنطقة.

#### قطع العلاقات الدبلوماسية
بعد تنفيذ الحكومة السعودية حكم الإعدام بحق 47 شخصًا من بينهم رجل الدين الشيعي السعودي نمر النمر على صلتهم بالإرهاب. توعدت الحكومة الإيرانية بعد إعدام نمر النمر بأن السعودية ستدفع الثمن غاليًا. وصرح قائد الثورة الإسلامية في إيران علي خامنئي بشدة تنفيذ حكم الإعدام بحق رجل الدين الشيعي نمر باقر النمر وقال أنه سيطال الانتقام الإلهي للساسة السعوديين. وأعلن الحرس الثوري الإيراني بأن إعدام نمر باقر النمر سلوك يماثل ما يقوم به داعش، وأكدت بأن انتقامًا شديدا ينتظر النظام السعودي. وحدث هجوم على البعثات الدبلوماسية السعودية في العاصمة الإيرانية طهران، ومدينة مشهد في 2 يناير 2016، من قبل متظاهرين.
وأعلن عادل الجبير قطع العلاقات الدبلوماسية مع إيران في مؤتمر صحفي. ودعى البعثة الدبلوماسية الإيرانية الموجودة على أراضي المملكة العربية السعودية لمغادرة البلاد خلال 48 ساعة. وأعلن وقف رحلات الطيران بين البلدين، وإنهاء العلاقات التجارية بينهما، ومنع السعوديين من السفر إلى إيران. وصرح عادل الجبير في المؤتمر الصحفي أن تاريخ إيران مليء بالتدخلات السلبية والعدوانية في الشؤون العربية ودائمًا ما يصاحبه الخراب والدمار، وأن الاعتداء على السفارة والقنصلية السعوديتين في إيران، يشكل انتهاكًا صارخًا لكافة الاتفاقيات والمواثيق والمعاهدات الدولية.
وصرح الجبير، حول إعدام رجل الدين الشيعي نمر النمر، وما أثاره من ضجة في إيران ودول أخرى، قال الجبير: «كان رجل دين تماما كما كان أسامة بن لادن رجل دين، كان إرهابيا، قام بالتجنيد والتمويل وخطط ونفذ وأعماله أدت إلى وفاة عدد من رجال الشرطة في السعودية.» وأضاف: «كانوا إرهابيين، وتمت محاكمتهم والمحاكمة، وسير المحاكمة كاملة متوفرة للعامة ووسائل الإعلام، حيث مروا بثلاث مراحل من المحاكمة، من الاستئناف والمحكمة العليا. ومن بين المحكومين كان شخص مسؤول عن مهاجمة القنصلية الأمريكية في جدة الأمر الذي أدى إلى مقتل عدد من الأشخاص، وآخرين مسؤولين عن تفجيرات الرياض في العام 2003. كلهم كانوا إرهابيين، لدينا حكم الإعدام بالسعودية، فأمريكا لديها حكم الإعدام أيضا ولا أرى الأشخاص يقومون بتهويل موضوع الإعدام هناك.»

#### البرنامج النووي
تصاعدت حدة التوتر بين السعودية وإيران، بعد توصل إيران إلى اتفاق نووي مع القوى العالمية الست في يوليو 2015، والذي يخفف من العقوبات المفروضة عليها، ويسمح لها بتطوير قدراتها النووية.
أشار عادل الجبير أثناء مشاركته في مؤتمر نظم في مركز تشاتام هاوس البريطاني للعلاقات الدولية بلندن، إلى وجود عيوب في الاتفاق المبرم بين طهران ومجموعة 5+1 في عام 2015، معربا عن اتفاقه مع ما أعلنه الرئيس الأمريكي دونالد ترامب بأن إيران تعمل على الإخلال بالاستقرار الإقليمي وتقف وراء تمويل جماعات مسلحة في منطقة الشرق الأوسط. وصرح عادل الجبير:«تصرفات إيران غير مقبولة، وستجلب تداعيات إلى الإيرانيين، وهذا ما قاله الرئيس ترامب، ونؤيد ذلك بقوة.». كما رحب بإمكانية فرض عقوبات جديدة على إيران، محذرًا من أن التأخر في هذه المسألة يهدد بحصول إيران على عشر قنابل نووية حتى لحظة اتخاذ هذه الإجراءات العقابية. وقال الجبير إن امتلاك طهران للأسلحة النووية سيكون بمثابة خروج المارد من القمقم، مطالبًا المجتمع الدولي بدعم العقوبات من أجل توجيه رسالة قوية إلى إيران بأن «تصرفاتها الشنيعة» لن تبقى من دون رد. وأكد عادل الجبير، في مقابلة مع سي إن إن أن السعودية ستسعى للحصول على قدرات نووية في حال سعت إيران لذلك.
وبعد إعلان الرئيس الأمريكي دونالد ترامب، انسحاب الولايات المتحدة رسميا من الاتفاق النووي مع إيران، ووقع مرسومًا يقضي بإعادة فرض العقوبات التي رفعت عن إيران بموجب الاتفاق النووي. نشر عادل الجبير، تغريدات في حسابه الرسمي في تويتر أكد فيها أن السعودية تؤيد انسحاب الولايات المتحدة من الاتفاق النووي، وتدعم قرار إعادة فرض العقوبات الاقتصادية على طهران.

### لبنان

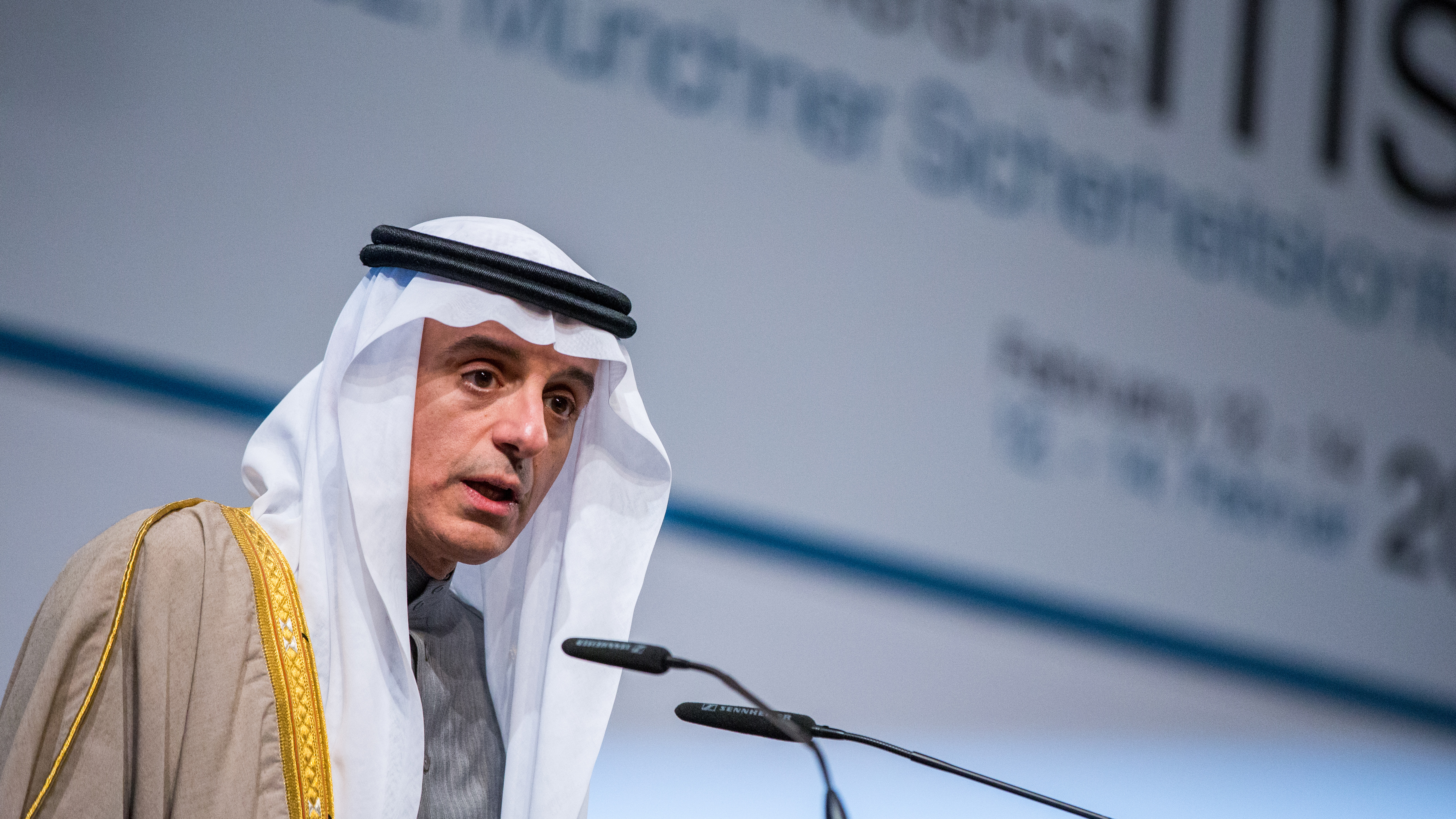
عادل الجبير أثناء إلقائه كلمة في مؤتمر ميونيخ للأمن في فبراير 2016.

ألقى عادل الجبير، باللوم على حزب الله في استقالة رئيس الوزراء اللبناني، سعد الحريري، حيث صرح في مقابلة مع سي إن إن بأنه:«فيما يتعلق باستقالة رئيس الوزراء اللبناني، سعد الحريري، كان من الواضح أن حزب الله اللبناني كان يقوضه على كل منحنى، ويؤدي المراهنات الإيرانية، النظام السياسي في لبنان أصبح عاجزا، وأن مسألة وجود حكومة يمكننا القيام بأعمال بصورة مستقلة شوهت وكان حزب الله يتخذ القرارات، هذا دفعه (الحريري) للقول كفى، ولن أقوم بهذا، ونحن ندعمه بالكامل في هذا القرار.» واعتبر أن: «حزب الله دفع الحريري للاستقالة بأفعاله وباختطافه للعملية السياسية في لبنان وبتهديده للزعماء السياسيين.». ورد عادل الجبير على إتهامات حزب الله، والرئيس اللبناني ميشال عون وتيارات سياسية لبنانية في صحة الاستقالة واتهام الحكومة السعودية باحجتاز سعد الحريري وإجباره على الاستقالة. بأن هذه ادعاءات باطلة وغير صحيحة، وأن سعد الحريري مواطن سعودي كما هو مواطن لبناني، يعيش هو أسرته في المملكة العربية السعودية بإرداته. وأوضح أن الأزمة في لبنان «أساسها حزب الله، الذي اختطف النظام اللبناني ويحاول فرض سلطته ونفوذه في لبنان وهو أداة في يد حرس الثورة الإيراني، وطهران تستخدم حزب الله من أجل بسط نفوذها في لبنان وأعمال الشغب في البحرين وكذلك دعم الحوثيين.». وأشار إلى أن هناك إجماع في العالم على وجوب التعامل مع حزب الله بوسيلة أو بأخرى، كما أن هناك شبه إجماع في العالم على أن الحزب هو منظمة إرهابية من الدرجة الأولى.
وشن عادل الجبير اتهامات شديدة اللهجة إلى إيران وحزب الله ودورهما في لبنان على هامش مؤتمر «حوارات متوسطيّة»، المنعقد في روما، حيث قال: إن «الوضع في لبنان مأساوي، فالبلد تمّ اختطافه من قبل دولة أجنبية، عبر ميليشيا تعتبر تنظيماً إرهابياً.». وأضاف أن حزب الله يسيطر على لبنان، وهو المجموعة الوحيدة التي تمتلك قوة عسكرية في البلاد وهو يستعملها ضد الشعب اللبناني. وسخر الجبير من الحجة التي تقول إن السلاح موجود لمقاومة إسرائيل في جنوب لبنان وسأل: «ماذا تفعل المقاومة في ليبيا، والعراق، واليمن، وسوريا؟ إنها تنجز مطالب إيران.». كذلك حذّر من أن وجود حزب مسلّح في لبنان سيؤدي إلى اضطرابات أمنية، وأن لبنان لن يحصل أبدًا على السلام في ظل وجود هذا السلاح. وقال أيضًا إن الحل في لبنان هو نزع سلاح حزب الله وتحويله إلى حزب سياسي شأنه شأن باقي الأحزاب اللبنانية. واتهم حزب الله باستخدام البنوك اللبنانية لتهريب الأموال.

### الأزمة القطرية

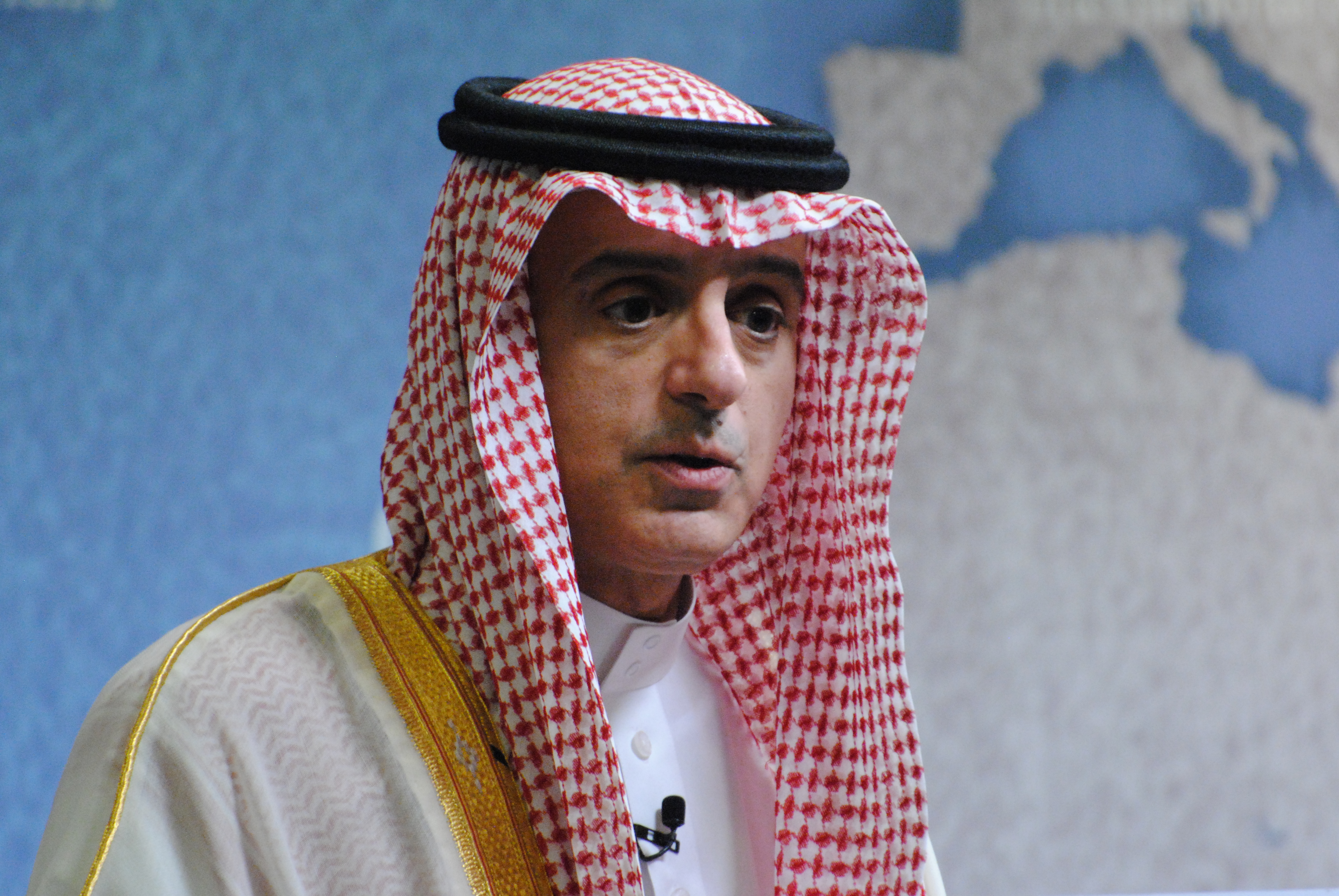
وزير الخارجية السعودي عادل الجبير في مؤتمر تشاتام هاوس البريطاني للعلاقات الدولية في لندن.

في 5 يونيو 2017 أعلنت المملكة العربية السعودية قطع العلاقات مع قطر وإغلاق المنافذ الجوية والبحرية والبرية كافة. وصرح عادل الجبير:«انه منذ عام 1995 بذلت المملكة العربية السعودية وأشقاؤها جهوداً مضنية ومتواصلة لحث السلطات في الدوحة على الالتزام بتعهداتها، والتقيد بالاتفاقيات، إلا أن هذه السلطات دأبت على نكث التزاماتها الدولية، وخرق الاتفاقات التي وقعتها تحت مظلة دول مجلس التعاون لدول الخليج العربية بالتوقف عن الأعمال العدائية ضد السعودية، والوقوف ضد الجماعات والنشاطات الإرهابية، وكان آخر ذلك عدم تنفيذها لاتفاق الرياض لعام 2014.»" وصرح أن حكومة المملكة العربية السعودية، انطلاقًا من ممارسة حقوقها السيادية التي كفلها القانون الدولي، وحمايةً لأمنها الوطني من مخاطر الإرهاب والتطرف، فإنها قررت قطع العلاقات الدبلوماسية والقنصلية مع دولة قطر، كما قررت إغلاق كافة المنافذ البرية والبحرية والجوية، ومنع العبور في الأراضي والأجواء والمياه الإقليمية السعودية، والبدء بالإجراءات القانونية الفورية للتفاهم مع الدول الشقيقة والصديقة والشركات الدولية، لتطبيق ذات الإجراء بأسرع وقت ممكن لكافة وسائل النقل من وإلى دولة قطر، وذلك لأسباب تتعلق بالأمن الوطني السعودي.
وقال في خطاب أمام الجمعية العامة للأمم المتحدة إن السعودية، قطعت علاقاتها مع قطر لدعم الإرهاب، وطالب الدوحة بالالتزام بالمبادئ الدولية لمكافحة الإرهاب. وأكد موقف المملكة العربية السعودية الحازم إزاء السياسات القطرية، مشيرًا إلى أن الأزمة مع الدوحة تدخل في إطار مكافحة الإرهاب في ظل مساهمة قطر في نشر الفوضى وإثارة الفتن وزعزعة الاستقرار في منطقة الشرق الأوسط. وصرح في منتدى بلومبيرغ العالمي في نيويورك بأن على قطر وقف دعمها للإرهاب والتطرف، ووقف خطاب الكراهية والتحريض والتدخل في شؤون الدول، كما شدد على أنه يجب على قطر الالتزام بمبدأ مكافحة الإرهاب، وقال إن هناك أدلة ووثائق تدين قطر.
وقال الجبير، خلال مشاركته في أعمال مؤتمر تشاتام هاوس البريطاني للعلاقات الدولية، في لندن بأن أزمة قطر ليست مسألة مهمة، هي تمثل قضية صغيرة، ولدينا مواضيع أخرى للتركيز عليها، وأوضح الجبير أن هناك قضايا أكبر بكثير يجب على السعودية التعامل معها، بما فيها تلك التي تتعلق بإيران وسوريا واليمن.
وصرح الجبير على هامش اجتماع وزراء الخارجية العرب بالجامعة العربية بالقاهرة، إن أزمة قطر أمر صغير جدًا جدًا ولا تعتبر أزمة بل تعتبر قضية صغيرة، وتوجد أمور أهم من ذلك، كالخطر الإيراني على الأمن القومي العربي، ومكافحة الإرهاب، والأزمة السورية، وليبيا، واستقرار اليمن، والتنمية الداخلية وتطبيق رؤية 2030 في المملكة، والإصلاح. وتابع:«يجب أن لا يتدخلوا في الشؤون الداخلية للدول أو إيجاد منصات لأشخاص يبررون العمليات الانتحارية، أو استضافة أشخاص متورطين في تمويل الإرهاب، ولا زالوا يجمعون أموالاً ويرسلونها للإرهابين، أو وجود عناصر إرهابية تعمل داخل قطر بما فيها الإخوان المسلمين.». وصرح الجبير، لقناة سي إن إن، بأن المملكة العربية السعودية لا تتبع سياسة تغيير الحكومات وإنما تركز على سياسة تغيير السلوك وعدم نشر خطاب الكراهية والتحريض من خلال وسائل الإعلام الخاصة بك.

#### القمة الخليجية 38
انطلقت القمة الخليجية الـ38، في ظل أزمة حادة تعصف بدول الخليج حيث تقاطع السعودية، والإمارات، والبحرين، ومصر، دولة قطر، منذ 5 يونيو 2017 بدعوى دعم قطر للإرهاب، وتنفي قطر هذه التهم. وقد أرسلت المملكة العربية السعودية عادل الجبير، ممثلًا للملك سلمان بن عبد العزيز آل سعود ليرأس وفد بلاده. وتعد هذه القمة الخليجية واحدة من أقل القمم الخليجية في مستوى التمثيل الدبلوماسي، وأسرع قمة خليجية.

### الحرب الأهلية السورية

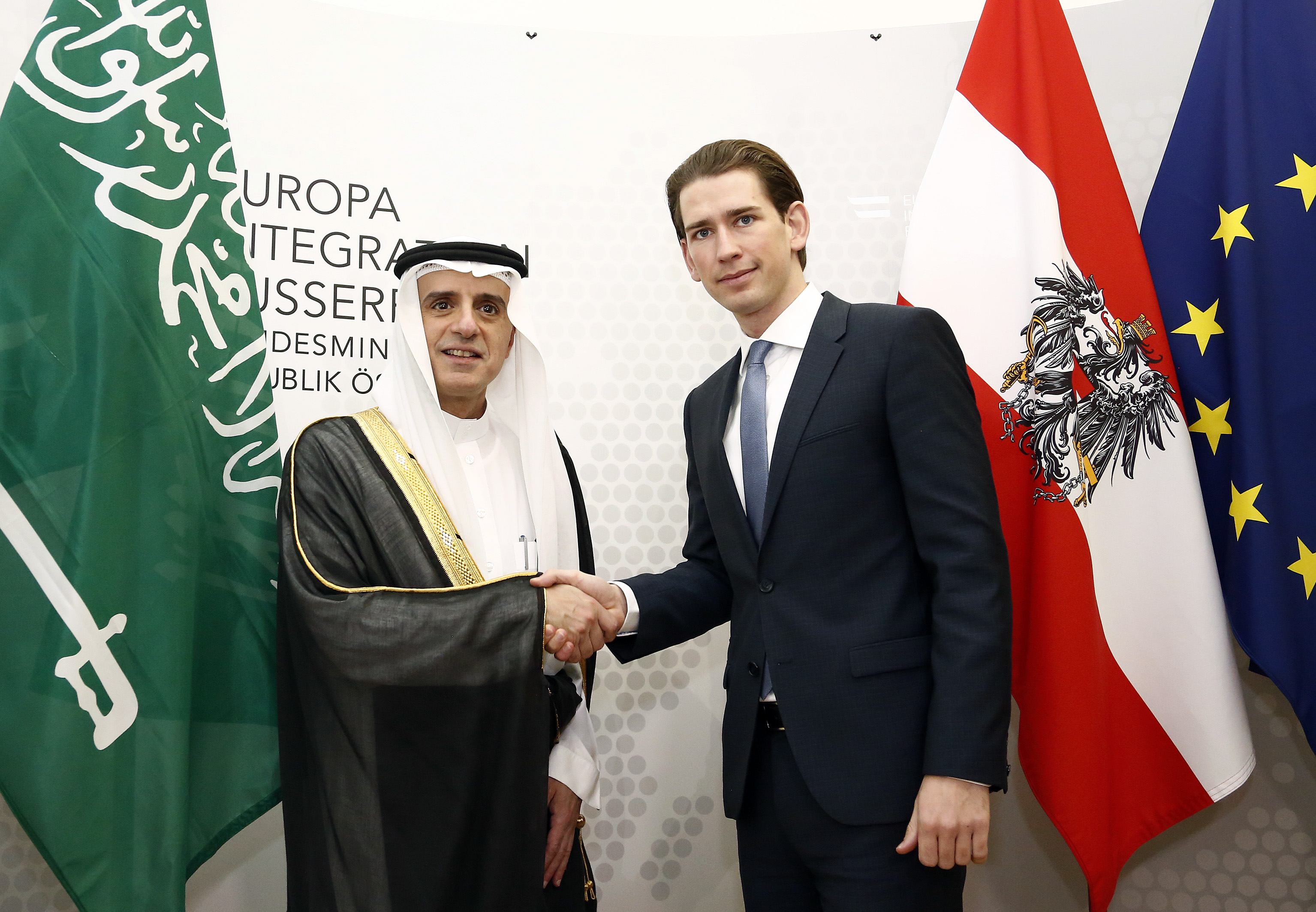
وزير الخارجية السعودي عادل الحبير، ووزير الخارجية النمساوي سيباستيان كورتس في مؤتمر فيينا لمناقشة الأزمة السورية.

صرح الجبير، إنه لا يوجد دور للرئيس بشار الأسد في مستقبل سوريا، مشددًا على أن الطريق الوحيد لحل الأزمة سيكون من خلال الحل السياسي عبر تطبيق بيان مؤتمر جنيف 1، وذلك بإقامة حكومة انتقالية تشمل مجموعة من الأطياف السورية وصياغة دستور جديد، والتحضير للانتخابات. وفي مؤتمر صحفي مشترك مع وزير الخارجية الإيطالي باولو جينتيلوني في روما، قال الجبير: «نحن نعتقد أن بشار الأسد بقلته حوالي 300 ألف شخص من شعبه، وجعله قرابة 12 مليونا لاجئين ونازحين، وتدمير الدولة، فإنه فقد كل شرعيته وليس لديه أي دور يلعبه في مستقبل سوريا.» وصرح عادل الجبير لشبكة سي ان ان بإن: «بشار الأسد سيغادر سواء بعملية سياسية أو خلعه بالقوة.» وأكد الجبير بأن المملكة العربية السعودية تعمل على زيادة دعم تسليح المعارضة المعتدلة في سوريا، وتعزيز نقل السلاح للمعارضة المعتدلة في حلب.
قال الجبير للصحفيين في مؤتمر فيينا في أكتوبر 2015، بعد التدخل العسكري الروسي في الحرب الأهلية السورية إنه يعتقد أن التدخل الروسي في سوريا خطير جدا لأنه يؤجج الصراع، وأضاف أن الجانب السعودي قال هذا للروس بوضوح. وحين سئل هل يمكن أن يلعب الأسد دورًا في أي حكومة مؤقتة قال: «إن دوره سيكون الخروج من سوريا.» وأضاف أن القضاء على تنظيم الدولة الإسلامية في سوريا يتطلب إبعاد الرئيس السوري بشار الأسد عن السلطة. وقال الجبير لقناة الحدث الإخبارية في مؤتمر فيينا في أعقاب محادثات مع وزير الخارجية النمساوي سيباستيان كورتس: «إن الأسد هو المغناطيس الذي يجذب المقاتلين الأجانب من جميع أنحاء العالم ليقاتلوا في صف داعش "الدولة الإسلامية" ضد نظام الأسد.»  وقال إن الإطاحة ببشار الأسد ضروري لاستعادة الاستقرار. وأكد الجبير، أن المملكة العربية السعودية مستعدة لإرسال قوات خاصة إلى سوريا في حال قرر التحالف إنزال قوات برية لمحاربة «داعش» هناك. وقد ارسلت المملكة العربية السعودية قوات عسكرية، وطائرات حربية إلى قاعدة إنجرليك الجوية التركية وتشارك بالتدخل العسكري ضد داعش.
واتهم الجبير في عام 2016، النظام السوري بارتكاب جرائم حرب في مدينة حلب شمال سوريا التي تعرضت لقصف عنيف رغم اتفاق وقف الأعمال الحربية، قائلًا: «ما يحدث من انتهاكات في حلب من قبل طيران النظام السوري، وحلفائه هو جرائم ضد الإنسانية وجرائم حرب.» وصرح في مؤتمر الأمن في ميونيخ عام 2016: «في سوريا، فنحن نسعى لإحداث تغيير، وإن أمكن تغيير سياسي، لإزالة شخص يقع على عاتقه مسؤولية قتل ما يزيد عن 300 ألف شخص وتشريد 12 مليون، وتدمير دولة بأكملها، وهو شخص يُعد من أكثر المستقطبين للمتطرفين والإرهابين في المنطقة، هذا هو هدفنا وسنعمل على تحقيقه.» وأضاف: «لن يكون بمقدورنا دحر داعش في سوريا ما لم نزيح بشار الأسد، فهو من ساعد على تشكيل داعش بإطلاقه للمساجين المتطرفين من سجونه، وهو من سمح لتنظيم لداعش بتنفيذ عملياته دون مواجهة أو تصدي، بل أنه يتعامل مع داعش، وهو من جعله يصبح ما هو عليه اليوم. وما لم يكن هناك تغيير في سوريا، وحتى يحدث هذا التغيير، فإننا لن نستطيع هزيمة داعش في سوريا.»
وأعلن الجبير، بأن المملكة العربية السعودية تدعم التدخل العسكري التركي في سوريا بشكل كامل ضد داعش ووحدات حماية الشعب، ويقترح أن الحل العسكري هو الحل الأفضل والأقوى للتخلص من بشار الأسد، وجاء هذا التصريح خلال مؤتمر صحافي مشترك في أنقرة مع وزير الخارجية التركي التركي مولود تشاويش أوغلو.

#### مؤتمر الرياض 2
شهدت العاصمة السعودية، الرياض، 22 نوفمبر 2017، انطلاق جلسات مفاوضات قوى المعارضة السورية، لبحث تشكيل هيئة مفاوضات ينبثق عنها وفد جديد للمشاركة في محادثات جنيف، كذلك يهدف المؤتمر إلى توحيد صف المعارضة السورية، بالإضافة إلى الخروج بوثيقة حول مكونات المرحلة الانتقالية في سوريا.
 وقال عادل الجبير، لممثلى المعارضة السورية المجتمعين في الرياض، إنه لا حل للأزمة في سوريا إلا من خلال توافق يحقق مطالب الشعب السورى. وأضاف الجبير، «لا حل للأزمة السورية دون توافق سورى وإجماع يحقق تطلعات الشعب وينهى معاناته على أساس إعلان جنيف 1 وقرار مجلس الأمن 2254.»، مؤكدًا على توفر الدعم للمعارضة السورية للخروج من مؤتمر الرياض في صف واحد. وتابع قائلًا، «الشعب السوري في كل مكان ينظر إليكم بأمل وينتظر منكم نتائج ملموسة لتحقيق تطلعاته.»، مضيفًا أن «اجتماع اليوم سيفتح آفاقاً جديدة للحل في سوريا، في ظل توافق دولي على حل سياسي.» وقال الجبير للصحفيين في الرياض بعد حضوره الجلسة الافتتاحية «نحن سنكون عونا ودعما لهم في كل ما يحتاجونه، وإن شاء الله نأمل أن يستطيعوا أن يخرجوا بهذا المؤتمر بصف واحد.»

### العراق

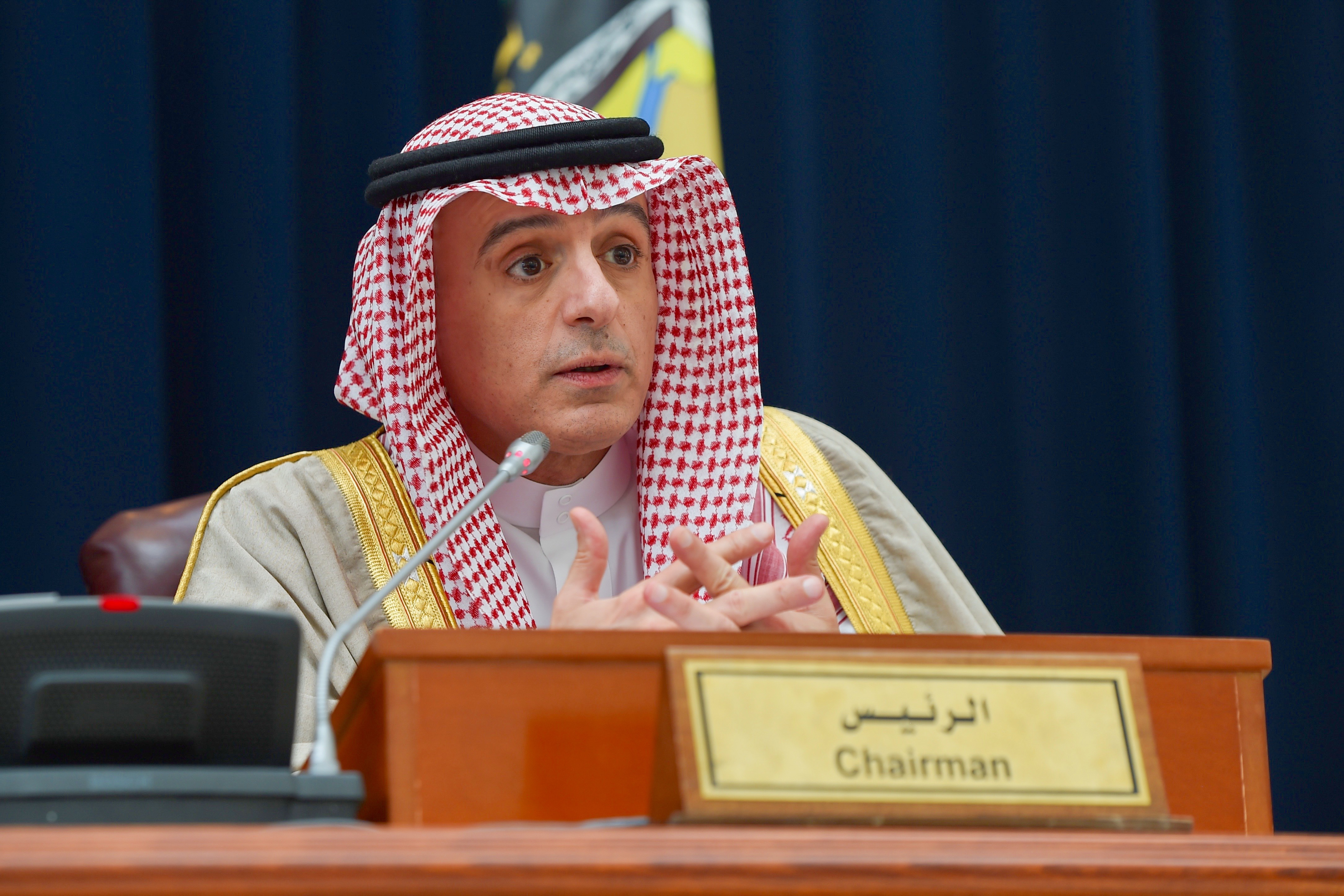
عادل الجبير في اجتماع في مقر مجلس التعاون لدول الخليج العربية في الرياض.

دعا عادل الجبير في ختام الزيارة التي قام بها الأمير محمد بن سلمان في باريس عام 2016، إلى تفكيك الميليشيات الشيعية التي تقاتل إلى جانب الجيش العراقي ضد تنظيم الدولة الإسلامية، متهما إياها بتأجيج التوتر الطائفي. وقال خلال لقاء مع صحافيين في باريس، أن «الحشد الشعبي طائفي وتقوده إيران.» وتابع «كانت هناك تجاوزات خلال معركة الفلوجة.» وتابع «نعتقد أن هذه الميليشيات يجب تفكيكها وينبغي على الجيش العراقي محاربة تنظيم الدولة الاسلامية.» وكرر دعوته إلى تشكيل حكومة عراقية «تشمل جميع الفئات والمجموعات في البلاد.»
زار عادل الجبير العراق في 25 فبراير 2017، وتعتبر الزيارة التي لم يعلن عنها سابقًا الأولى لوزير خارجية سعودي إلى العراق منذ 2003. وقال الجبير إن هذه الزيارة تأتي لإعادة العلاقات الثنائية إلى مسارها الصحيح، مؤكدًا أن بلاده تدعم وحدة واستقرار العراق. وقال الجبير إن المملكة العربية السعودية «تتطلع إلى بناء علاقات مميزة مع العراق وثمة رغبة مشتركة في العمل معا في الحرب ضد الارهاب.» وأضاف أن «المملكة العربية السعودية تقف على مسافة واحدة من جميع المكونات العراقية.» وفي 22 أكتوبر 2017، وقعت المملكة العربية السعودية والعراق في العاصمة الرياض، اتفاقية إنشاء مجلس التنسيق السعودي العراقي المشترك، الذي يشمل مختلف المجالات السياسية والاقتصادية والأمنية والثقافية، وهو ما يعطي العلاقات الاستراتيجية بين البلدين دفعة قوية نحو الأمام. وصرح الجبير، أن المملكة العربية السعودية تتطلع إلى تنمية العلاقات مع العراق في جميع المجالات. وأوضح الجبير أن المجلس التنسيقي العراقي السعودي سيرتقي بالعلاقات على كافة المستويات بين البلدين، مشددًا على أن العلاقات السعودية العراقية تحمل طابعًا تاريخيًا.

### فلسطين

#### القدس
في 6 ديسمبر 2017، قرر الرئيس الأمريكي دونالد ترامب الاعتراف بالقدس عاصمة لإسرائيل ونقل سفارة الولايات المتحدة إلى القدس، حيث وقع تشريع سفارة القدس الذي أقرّه الكونغرس عام 1995. وأكد الجبير، في كلمته خلال الاجتماع الطارئ لوزراء الخارجية العرب بالقاهرة أن المملكة العربية السعودية سبق أن حذرت من أن أي إعلان أمريكي بشأن القدس قبل الوصول إلى تسوية نهائية سيضر بمفاوضات السلام ويجعلها أكثر تعقيدًا، مؤكدًا أن ذلك يشكل استفزازًا لمشاعر المسلمين حول العالم ويشكل انحيازًا في الموقف الأمريكي. وأضاف أنها تعد انتهاكًا لقرارات الشرعية الدولية، التي تؤكد أن القدس الشرقية تعد جزءًا لا يتجزأ من الأرض الفلسطينية المحتلة منذ العام 1967، وتعد كل الإجراءات والانتهاكات الإسرائيلية التي تستهدف مدينة القدس الشرقية ومقدساتها وهويتها وتركيبتها الديموغرافية لاغية وباطلة. وأضاف أن المملكة العربية السعودية قدمت مبادرة سلام لإقامة الدولة الفلسطينية على حدود 1967 وعاصمتها القدس الشرقية والاعتراف بإسرائيل. وطلب الجبير من الإدارة الأمريكية بالتراجع عن قرارها، وأن تنحاز للإرادة الدولية في تمكين الشعب الفلسطيني من استعادة حقوقه المشروعة.

#### حماس
ادعى عادل الجبير، ان حركة المقاومة الاسلامية حركة متطرفة، مبينًا أن دولة قطر أوقفت تمويلها مما ساهم في السماح لحكومة الوفاق الوطني في السيطرة على قطاع غزة.

### دول الساحل الأفريقي
شارك الجبير، في قمة التصدي للإرهاب في منطقة الساحل الإفريقي التي عقدت في 13 ديسمبر لعام 2017، في العاصمة الفرنسية باريس، وأعلن في القمة عن دعم المملكة العربية السعودية لمشروع إنشاء قوة مشتركة لمجموعة دول الساحل الأفريقي أو كما تعرف بمجموعة «جي 5» للمشاركة في محاربة التنظيمات الإرهابية في المنطقة. وتتكون هذه المجموعة من موريتانيا، والتشاد، ومالي، والنيجر، وبوركينا فاسو. وقد أعلن عن تعهد المملكة العربية السعودية بالمساهمة بمبلغ مالي قدره مائة مليون دولار لتمويل أنشطة هذه القوة. وصرح الجبير للإعلام إن التزام المملكة العربية السعودية بالتصدي للإرهاب في منطقة الساحل يتجاوز بكثير هذا المبلغ المالي.
وأعلن الجبير أن المملكة العربية السعودية ستتولى رعاية اجتماع جديد لتنسيق الجهود المتعددة الأطراف والرامية إلى تشكيل قوة جديدة مشتركة بين دول دول الساحل الأفريقي أو مجموعة «جي 5». وقال إن المملكة العربية السعودية تقدم مساعدة ثنائية في المجالين التنموي والعسكري لكل بلدان الساحل، مضيفا إن التحالف الإسلامي العسكري لمحاربة الإرهاب قد استجاب لمطالب الدول الخمس التي تنتمي إليه في مجال المساعدات العسكرية واللوجستية الرامية إلى التصدي للإرهاب بشكل أفضل في المنطقة. وقال الجبير إن المملكة العربية السعودية مستعدة لتقديم المساعدات الإنسانية للاجئين والمبعدين في منطقة الساحل عبر خدمات مركز الملك سلمان للإغاثة والأعمال الإنسانية.

### قانون جاستا

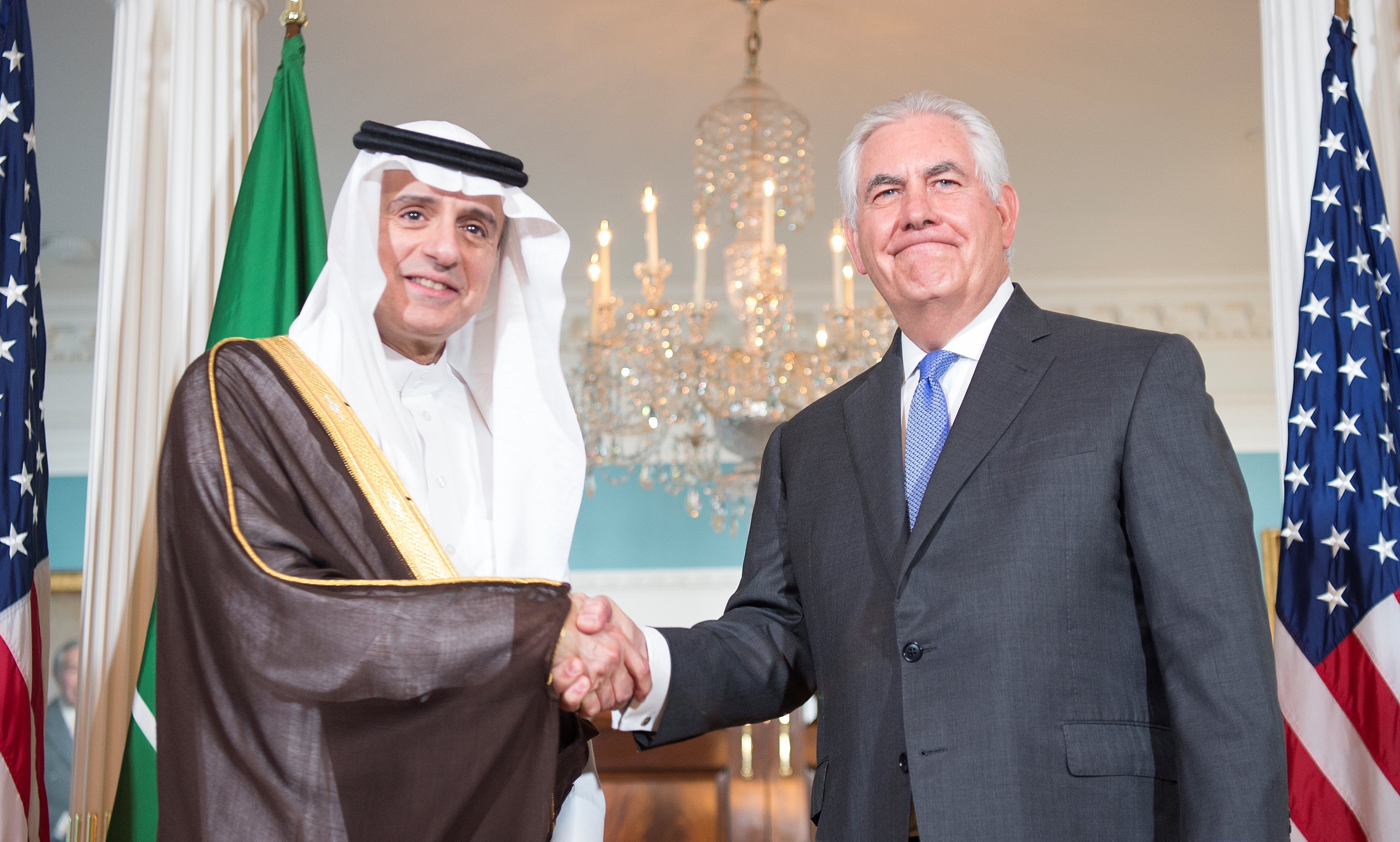
عادل الجبير ووزبر الخارجية الأمريكية ريكس تيلرسون بواشنطن العاصمة في يونيو 2017.

أقر الكونغرس في سبتمبر 2016، قانون جاستا متجاوزًا فيتو من الرئيس الأمريكي السابق باراك أوباما. والذي يتيح هذا القانون لعائلات ضحايا الاعتداءات الإرهابية بمقاضاة الحكومات الأجنبية المتورطة بهذه الأحداث في المحاكم الأمريكية. ولا يشير قانون جاستا أبدًا إلى المملكة العربية السعودية إلا أنه يسمح للناجين أو لأقارب ضحايا اعتداءات أحداث 11 سبتمبر 2001 بملاحقة المملكة العربية السعودية قضائيًا. حيث تتهم الحكومة الأمريكية، المملكة العربية السعودية بالوقوف خلف هذه الإحداث بسبب أن 15 من أصل 19 من منفذي الهجمات سعوديون. ونفت المملكة العربية السعودية أي ضلوع لها في تلك الهجمات.
أعلن عادل الجبير أنه حاول إقناع المشرعين الأمريكيين بتعديل قانون جاستا. وقال الجبير أمام الصحافة إنه أجرى زيارة مطولة إلى الولايات المتحدة الأمريكة، لمحاولة إقناع مشرعين هذا القانون في الكونغرس بضرورة تعديل قانون جاستا. وشدد الجبير، على أهمية مبدأ سيادة الدول وحصانتها، مشيرًا إلى أن هذا المبدأ يعد أساسًا من مبادئ القانون الدولي الذي أنشئ عقب معاهدة وستفاليا، في عام 1648. وقال الجبير: «من شأن إضعاف الحصانة السيادية نشر الفوضى في النظام الدولي، بحيث لا يمكن لأي دولة أن تزاول عملها من دون أن يثير قلقها موضوع رفع الدعاوى القضائية عليها.» مضيفًا أن «الولايات المتحدة الأمريكية من أكثر الدول خسارة جراء سن هذا القانون، فعملياتها تمتد على طول الطريق من اليابان إلى أميركا الجنوبية والمحيط الهادي، وهذا ما دفع كثيرًا من الدول إلى رفض قانون جاستا والبحث في تدابير مماثلة.» وتابع الجبير: «نتعاطف مع ضحايا الهجمات، وندعم مطالبهم بالعدالة، إلا أن طرق باب السعودية بحثا عن المسؤولية وراءها طريق خاطئ ومغلوط، إذ إن كل التحقيقات أكدت براءتها، كما أن الوثائق التي حصلت عليها الولايات المتحدة الأمريكة بعد مقتل أسامة بن لادن في مكان اختبائه، بأبوت آباد، لم تشر قط إلى المملكة العربية السعودية.» وتساءل الجبير: «ماذا لو اتخذت دول العالم إجراءات مماثلة، وقاضى مواطنو العراق، وأفغانستان، وفيتنام، وسوريا، واليمن، الولايات المتحدة الأمريكة؟ وماذا لو قاضى مواطنون في دول أفريقية بريطانيا لما اقترفته خلال فترات الاستعمار؟ ستتحول العلاقات الدولية إلى قوانين الغاب!.» وأما عن إمكانية تعديل القانون، فقال الجبير: «نتمنى أن يقوم الكونغرس بمعالجة هذه المسألة في أقرب وقت ممكن، فالمستفيدون الوحيدون من هذا القانون هم المحامون.»

### العلاقات السعودية الروسية
عُقدت قمة موسكو في 5 أكتوبر 2017، واستمرت لثلاثة أيام، بمناسبة زيارة الملك السعودي سلمان إلى روسيا، في أول زيارة لملك سعودي إلى روسيا. وتضمنت القمة اجتماعًا ثنائيًا بين روسيا والمملكة العربية السعودية، ومؤتمرات بين وفود رفيعة من الجانبين. وصرح الجبير، في لقائه مع رئيسة مجلس الاتحاد الروسي فالنتينا ماتفيينكو في موسكو، أن أول زيارة لملك سعودي إلى روسيا، حدث تاريخي. وأكد أن الملك سلمان بن عبد العزيز آل سعود «أصدر تعليمات واضحة بتطوير العلاقات مع موسكو في شتى المجالات.»
وقال الجبير، إن السياسة الأمريكية تجاه روسيا لن تؤثر على خطط الرياض للتعاون مع موسكو، بما في ذلك خطط الاستثمارات، وأن هدف المملكة العربية السعودية هو زيادة العلاقات مع روسيا في جميع المجالات سواء كانت في الاقتصاد، أو الدفاع، أو الأمن، أو الثقافة. وأشار إلى أن العقوبات المفروضة على روسيا من الغرب، تعد قضية بينهم فقط ولا دخل للسعودية فيها، وأشار الجبير إلى أن العقوبات المفروضة على روسيا ستُرفع يوم ما، مضيفًا «لدينا علاقة استراتيجية مع الولايات المتحدة وليس هناك شك في ذلك، ولكننا نرغب أيضا في أن نصل إلى علاقات أفضل مع روسيا، لأننا نرى إذا كان لدينا علاقات طيبة مع روسيا وعلاقات طيبة مع الولايات المتحدة وأيضا مع الصين فإنه أمر جيد جدا بالنسبة لنا وجيد جدا للمنطقة وللعالم.»

### الأزمة الدبلوماسية مع ألمانيا

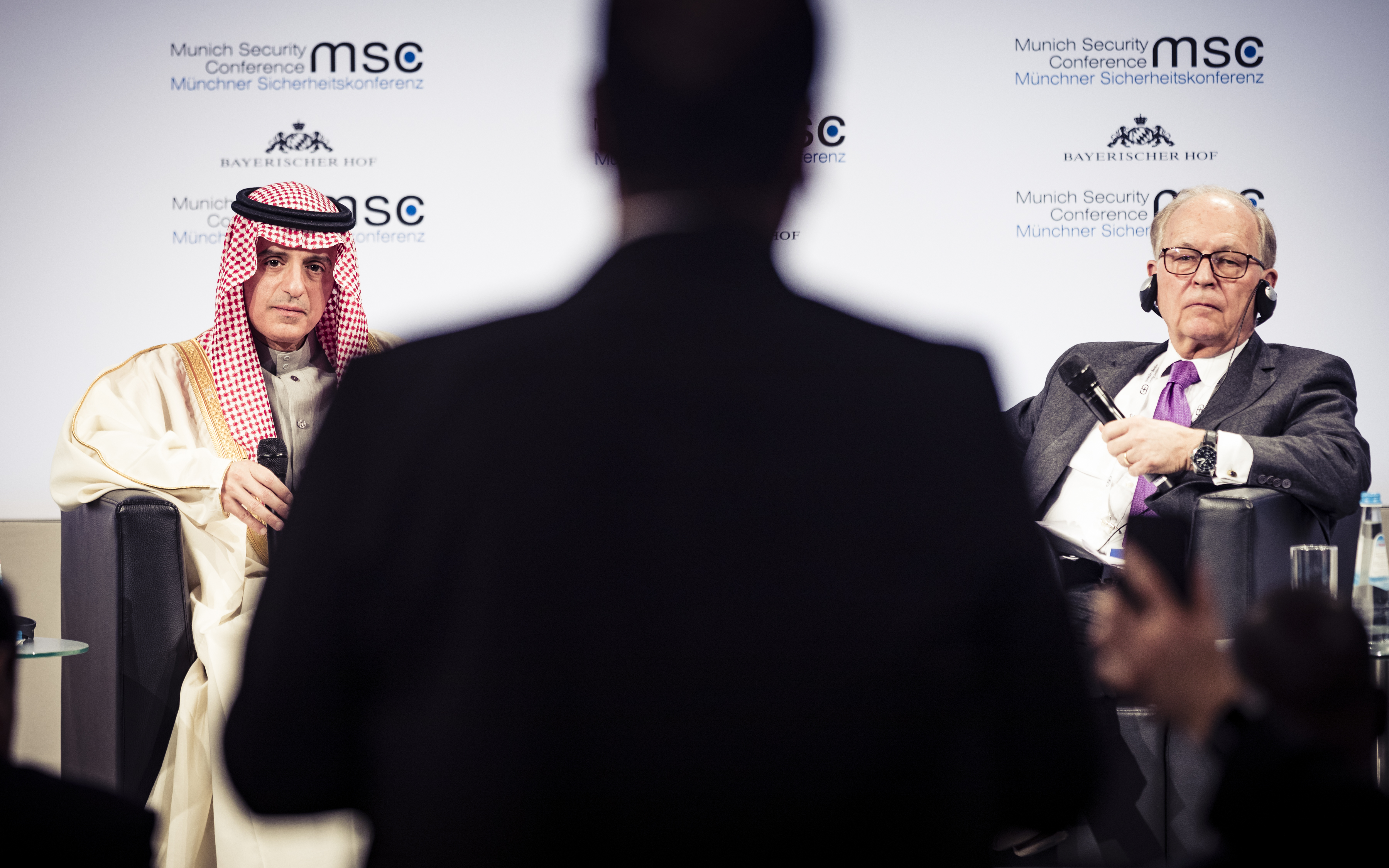
عادل الجبير والدبلوماسي الألماني فولفجانج إيشينجر في مؤتمر ميونخ للأمن عام 2018.

في 18 نوفمبر 2017، قامت السعودية بسحب سفيرها من ألمانيا بعد إتهامات شديد اللهجة للسعودية من قبل وزير الخارجية الألماني زيغمار غابرييل، حيث إتهم السعودية باحتجاز رئيس الوزراء اللبناني سعد الدين الحريري بعد استقالته في 4 نوفمبر 2017، وزعزعة استقرار دول منطقة الشرق الأوسط. صرح عادل الجبير بأن: «تلك التصريحات تثير استغراب واستهجان المملكة العربية السعودية، وتعتبر المملكة أن مثل هذه التصريحات العشوائية المبنية على معلومات مغلوطة لا تدعم الاستقرار في المنطقة، وأنها لا تمثل موقف الحكومة الألمانية الصديقة التي تعدها حكومة المملكة شريكاً موثوقاً في الحرب على الإرهاب والتطرف وفي السعي لتأمين الأمن والاستقرار في المنطقة.» وأضافة: «قررت المملكة دعوة سفيرها في ألمانيا للتشاور، كما أنها ستسلم سفير ألمانيا لدى المملكة مذكرة احتجاج على هذه التصريحات المشينة وغير المبررة.» وفي 21 فبراير 2018، صرح عادل الجبير، في مقابلة مع دويتشه فيله، أنه لا يمكن توقع عودة السفير السعودي الذي تم سحبه من برلين في نوفمبر 2017، قبل تشكيل حكومة جديدة في ألمانيا.

في 19 يناير 2018، قررت الحكومة الألمانية وقف تصدير الأسلحة إلى السعودية، وكلِ الدول المشاركة في الحرب على اليمن. وصرح المتحدث باسم الحكومة الألمانية: بأن «الحكومة الألمانية لن تمنح من الآن فصاعدا تصاريح بتصدير أسلحة لهذه الدول مادامت تشارك في حرب اليمن.» رد عادل الجبير على القرار، بأنه «نحن لا نشتري معدات دفاعية من ألمانيا، وأبلغنا الحكومة الألمانية قبل عدة سنوات بأننا لن نشتري أي معدات دفاعية من ألمانيا.» وأضاف «كانت لدينا في الماضي اتفاقات مع ألمانيا، لكن الحكومة الألمانية لم ترق إلى مستوى ما كنا نأمله، ونتيجة لذلك توقفنا عن شراء المعدات الدفاعية من ألمانيا، أما إذا كانت ألمانيا تريد وقف تصدير الأسلحة فذاك شأنها.»

### الأزمة الدبلوماسية مع كندا
في لقاء لعادل الجبير بمجلس العلاقات الخارجية الأمريكي، قال: «الأمر مشين للغاية من وجهة نظرنا بأن دولة ستجلس هناك وتعطينا محاضرة وتقدم طلبات ’نحن نطالب بالإطلاق الفوري‘! حقا!! حسنا نحن نطالب بالاستقلال الفوري لكوبيك! نحن نطالب فورا بمنح حقوق مساوية للكنديين من أصول هندية، ماذا تتحدثون عنه؟ يمكنكم انتقادنا حول حقوق الإنسان ويمكنكم انتقادنا حول حقوق المرأة، أمريكا تفعل ذلك البرلمان البريطاني يفعل ذلك والدول الأوروبية أيضا، هذا حقكم، نعم يمكننا الجلوس والتحدث حول ذلك، ولكن نطالب بإطلاق السراح الفوري! ماذا نحن؟ جمهورية موز؟»
وقال عادل الجبير في مؤتمر صحفي عقده بمقر وزارة الخارجية في الرياض بأن الأزمة لا تحتاج إلى وساطة، وأن كندا بدأت الأزمة وعليها أن تعتذر وتعترف بالخطأ. ولم يستبعد الجبير اتخاذ مزيد من الإجراءات تجاه كنداً.

### السياسة السعودية الداخلية

#### رؤية السعودية 2030
أعلن الجبير أن رؤية السعودية 2030، ستؤدي إلى تسريع وتيرة عجلة التغيير الدائرة في المملكة العربية السعودية، لكنه شدد على أن «المملكة العربية السعودية لن ترضخ للمطالب التي تناديها بالتخلي عن قيمها ومبادئها الاجتماعية في سبيل قبول المزيد من التغييرات.» وأوضح أن رؤية السعودية 2030 ستساعد المملكة العربية السعودية على تحقيق تقدم حقيقي وكبير في عدة مجالات، منها إيجاد فرص عمل للشباب، ومساعدة الحكومة على أداء مهامها على نحو أكثر فاعلية وشفافية وقدرة على تحمل المسؤولية. وصرح «التغيير الذي أحدثته المملكة العربية السعودية خلال الـ 50 عاما الماضية يعد شيئا لا يصدق، والدليل على ذلك أن عددا قليلا جدا من المجتمعات الأخرى تمكنت من إحداث تلك التغييرات السريعة والفعالة في مجتمعها خلال نفس المدة.»
وأعلن الجبير أن الرئيس الفرنسي فرانسوا أولاند أكد دعم بلده لتحقيق رؤية السعودية 2030. وعلى هامش الزيارة التي قام بها ولي العهد محمد بن سلمان آل سعود إلى الصين، من 29 إلى 31 أغسطس في 2016، ألقى الجبير في جامعة بكين تصريح بإن الصين بوزنها الاقتصادي العالمي يمكنها أن تلعب دورًا مهما في الإستراتيجية التنموية التي طرحتها السعودية لتطوير البلاد بحلول 2030.

#### حملة الإعتقالات في السعودية
قامت حكومة المملكة العربية السعودية في 4 نوفمبر 2017، بحملة ملاحقات قانونية لعدد من مسؤولي الدولة، والوزراء، والعائلة الحاكمة، وشخصيات اقتصادية شهيرة بتهم الفساد، والاختلاس، وسرقة المال العام.
وأعلن عادل الجبير عن أن توقيف العشرات من الأمراء والوزراء السابقين ورجال الأعمال بتهم فساد في المملكة العربية السعودية ليست وليدة الأيام القليلة الماضية، بل نتيجة تحقيقات بدأت منذ 2015، وقال في لقاء مع مجموعة من رؤساء تحرير الصحف، إن قيمة ما تم العثور عليه من أموال ضائعة على الدولة نتيجة الفساد بلغت 100 مليار دولار. وقال الجبير، خلال حواره ببرنامج هنا العاصمة على قناة سي بي سي، إن المملكة العربية السعودية تشهد نقلة نوعية في الإصلاحات، موضحًا أن ما يجرى لتنفيذ رؤية السعودية 2030، والعمل على خلق حياة طبيعية يحصل المواطن والمواطنة على حقوقهما. وأكد أن هناك رغبة لدى المملكة العربية السعودية للقضاء على الفساد ومواجهته، معلنا أنه تم إطلاق سراح 7 أشخاص من المحتجزين بتهم فساد، منوها بأن حجم الفساد الجاري التحقيق فيه حاليا وصل إلى 100 مليون دولار، فهذه أموال الشعب وستعود إليه. ونفى الجبير، حدوث أي تغيير في سياسة وتقاليد الحكم السعودي، مؤكدًا أن الأمور واضحة وتسير وفقًا للعادات والتقاليد، وما يحدث فقط إجراءات إصلاحية لا علاقة لها بنظام الحكم.
وأكد الجبير، أن السعودية ستحاسب من سرقوا المال، مؤكداً أن «الأموال التي سرقت من الخزانة العامة سلبت قدرة البلاد على استثمار تلك الأموال لمصلحة الشعب.» وشدد على أنه «لا حصانة لأحد في حملة مكافحة الفساد التي طاولت عدداً من المسؤولين الحاليين والسابقين.» وقال لقناة سي أن بي سي الأميركية، إن: «تلك الخطوات تزيد من ثقة المستثمرين في المملكة، لأننا نتبنى سياسة عدم التسامح مطلقاً مع الفساد، كما نتبنى سياسة عدم التسامح مطلقاً مع الإرهاب والتطرف وتمويله.» ووصف ما حصل بأنه «خطوة مهمة جداً بالنسبة إلى المملكة العربية السعودية، والآن المستثمرون الأجانب يمكنهم أن يأتوا إلينا ويتنافسوا على قدم المساواة.» مؤكداً أن المملكة العربية السعودية تسير على الطريق الصحيح، «وهناك انفتاح وتنفيذ لخطة التحول الوطنية 2020 لجعل الحكومة أكثر كفاءة وأكثر شفافية وأكثر مساءلة.» وأكد أن النشاطات التجارية لم تتأثر بحملة مكافحة الفساد، وأن الحسابات المصرفية الشخصية للمعتقلين وليست التجارية هي التي جُمّدت.
وفي كلمته في 1 ديسمبر 2017، خلال منتدى الحوار المتوسطي في العاصمة الإيطالية روما، قال الجبير، إن ولي العهد الأمير محمد بن سلمان آل سعود يريد أن تتحول المملكة العربية السعودية إلى الأفضل من خلال الإصلاحات ومواجهة الفساد، وأنه بدأ بمحاربة الفساد في المملكة العربية السعودية من القمة. مشددًا على أن الشعب السعودي بدأ يشعر بأنه يستعيد وطنه. وتابع: «الأمير محمد بن سلمان هو شخص ذو رؤية ولديه طموح لوطنه، ولديه معايير أخلاقية، ويهتم بالشعب، وأنه يريد تمكين الشباب وإعطائهم الفرص، وإدخال ثقافة الإبداع والابتكار، وتميكن المرأة، وأن نعود للإسلام الحقيقي، هذا هو محمد بن سلمان ونحن محظوظون بأن يكون من قياداتنا في هذه المرحلة من التاريخ.»
وفي 10 سبتمبر 2017، قامت السلطات السعودية باعتقال ما لا يقل عن 73 شخصًا على الأقل من معظمهم من رجال الدين، والمفكرين، والأكاديميين، والكتّاب، والقضاة والنشطاء الاجتماعيين. وصل عدد المعتقلين لاحقًا إلى نحو 76 شخصاً.
وكشف عادل الجبير في حوار مع وكالة بلومبرغ، 21 سبتمبر 2017، عن السبب وراء حملة الاعتقالات التي شهدتها المملكة العربية السعودية وطالت عددًا من الشخصيات الدينية الشهيرة. وقال الجبير إن الاعتقالات جاءت لإحباط خطة متطرفة كان هؤلاء الأشخاص يعملون على تنفيذها بعد تلقيهم تمويلات مالية من دول أجنبية من أجل زعزعة استقرار السعودية، وأعلن أنهم عندما تنتهي التحقيقات سيكشف الحقيقة الكاملة.

## وزير الدولة للشؤون الخارجية
في ثاني تشكيل وزاري يقره الملك سلمان بن عبد العزيز، عين عادل الجبير، في 27 ديسمبر 2018 وزير دولة للشؤون الخارجية وعضو مجلس الوزراء. وقرر الملك سلمان تعيين إبراهيم بن عبد العزيز العساف، وزير المالية السعودي السابق، وزيرا جديدا للخارجية.
مهمة الجبير الجديدة في هذا المنصب المستحدث تتمحور حول التفرغ لإدارة الأعمال السياسية والدبلوماسية، وفقا لما نشرته وزارة الخارجية السعودية على صفحتها بموقع التواصل الاجتماعي، تويتر.

### هجوم كرايستشيرش
صرح الجبير، في 15 مارس 2019، بإن «ما يحدث في العالم من تعاطف وتضامن مع المسلمين جراء الحادث الإرهابي الذي وقع في نيوزيلندا يؤكد أن الإرهاب لا دين ولا عرق له، وترفضه الإنسانية بأجمعها».
وفي 29 مارس 2019، شارك عادل الجبير، في مراسم تأبين أُقيمت في مدينة كرايستشرش النيوزيلندية لضحايا الهجوم الإرهابي على المسجدين الذي راح ضحيته 50 شخصًا. والتقى الجبير حاكمة نيوزيلندا باتسي ريدي، ونائب رئيس الوزراء ووزير الخارجية النيوزيلندي ونستون بيترز، كما التقى المواطنين السعوديين خالد الشدوخي وأصيل الأنصاري اللذين أصيبا في الحَادث، واطمأن على صحتهما. كما التقى بعائلات ضحايا الهجوم وأعرب عن بالغ مواساته لهم في فقد أعزائهم، كما اطمأن على صحة المصابين، وتمنى لهم عاجل الشفاء.
وقال الجبير، في حسابة الرسمي في موقع تويتر: إن «اِلتفاف النيوزيلنديين من كل الأديان حول المسلمين في بلادهم يؤكد أن نيوزيلندا مثال للتعايش والتسامح والإنسانية». مضيفاً أنه شهد على حرص الحكومة النيوزيلندية على وحدة المجتمع النيوزيلندي بكافة أطيافه.

## حياته الشخصية
عادل الجبير متزوج من الأردنية فرح الفايز، وهما مرتبطان منذ أن كان الجبير سفيرًا لخادم الحرمين الشريفين في الولايات المتحدة الأمريكية ولهما ولدان.

## التكريمات
أُختير عادل الجبير كشخصية الأسبوع من مجلة التايم في عام 2002. وجائزة الخريجين من جامعة شمال تكساس في عام 2006. والدكتوراه الفخرية من جامعة شمال تكساس في عام 2006. وأختير كدبلوماسي السنة من الغرفة التجارية الأمريكية العربية عن اسهاماته في تقارب العلاقات الأمريكية السعودية عام 2009. وحاز على جائزة الإنجاز الدبلوماسي من المجلس القومي للعلاقات الأمريكية العربية.
في 8 أبريل 2021، منح «جائزة الاعتدال» في دورتها الرابعة للعام 1441 هـ - 2020 م، والتي يُقدمها معهد الأمير خالد الفيصل للاعتدال، وذلك «نظير جهوده المميزة والواضحة، والتي مثّلت السعودية في المحافل الدولية، مستندًا إلى مبدأ الاعتدال السعودي في السياسة الخارجية في ظل توجيهات القيادة الرشيدة، والتي عزز من خلالها صورة ذهنية إيجابية عن المملكة قيادةً وشعبًا جوهرها التسامح، والطرح الفكري، والسياسي المعتدل في كافة المحافل والمنصات الدولية».

## وصلات خارجية
- رابط عن سيرة عادل الجبير باللغة الأنجليزية بموقع السفارة السعودية بواشنطن

| المناصب السياسية                       | المناصب السياسية                                               | المناصب السياسية                  |
| -------------------------------------- | -------------------------------------------------------------- | --------------------------------- |
| سبقه تركي الفيصل بن عبد العزيز آل سعود | سفير خادم الحرمين الشريفين في الولايات المتحدة 1428هـ – 1436هـ | تبعه عبد الله بن فيصل آل سعود     |
| المناصب السياسية                       |                                                                |                                   |
| سبقه سعود الفيصل                       | وزير الخارجية 2015 / 1436 هـ – 2018 / 1440 هـ                  | تبعه إبراهيم بن عبد العزيز العساف |
| المناصب السياسية                       |                                                                |                                   |
| سبقه نزار بن عبيد مدني                 | وزير الدولة للشؤون الخارجية 2018 / 1440 هـ – الأن              | الحالي                            |